# La isla de las tentaciones
La isla de las tentaciones es un reality show español producido por Cuarzo Producciones y emitido en Telecinco desde el 9 de enero de 2020. El programa está basado en el formato estadounidense de éxito internacional Temptation Island.

## Formato
Cinco parejas viajan a la playa de Coscón en la Península de Samaná, República Dominicana con el fin de poner a prueba sus relaciones mientras conviven separados en dos lujosas villas con un grupo de solteros y solteras denominados tentadores.
A lo largo de la experiencia, los participantes se enfrentan a diferentes hogueras donde pueden ver imágenes de la estancia de su pareja con los tentadores de la otra villa. Además, tienen la opción de pedir cuando deseen una hoguera de confrontación, donde se reencuentran con su pareja cara a cara. Asimismo, el programa organiza citas fuera de las villas, por lo que cada miembro de la pareja elige a su soltero favorito para disfrutar de la cita en la intimidad.
Por último, las parejas se reencuentran en una hoguera final donde ven imágenes de lo ocurrido durante la experiencia y deciden si quieren abandonar el programa juntos, separados o con uno de los tentadores.

## Equipo

### Presentadores
| Presentador/a  | Temporadas | Temporadas | Temporadas | Temporadas | Temporadas  | Temporadas | Temporadas | Temporadas | Temporadas |
| Presentador/a  | 1          | 2          | 3          | LÚT        | 4           | 5          | 6          | 7          | 8          |
| Año            | 2020       | 2020       | 2021       | 2021       | 2021 - 2022 | 2022       | 2023       | 2024       | 2025       |
| -------------- | ---------- | ---------- | ---------- | ---------- | ----------- | ---------- | ---------- | ---------- | ---------- |
| Mónica Naranjo |            |            |            |            |             |            |            |            |            |
| Sandra Barneda |            |            |            |            |             |            |            |            |            |
|                |            |            |            |            |             |            |            |            |            |
| Carlos Sobera  |            |            |            |            |             |            |            |            |            |

      Desde República Dominicana.
      Debates en plató.

### Colaboradores de los debates
| Colaborador/a       | Información                                  | Temporadas | Temporadas | Temporadas | Temporadas | Temporadas  | Temporadas | Temporadas | Temporadas | Temporadas |
| Colaborador/a       | Información                                  | 1          | 2          | 3          | LÚT        | 4           | 5          | 6          | 7          | 8          |
| Colaborador/a       | Información                                  | 2020       | 2020       | 2021       | 2021       | 2021 - 2022 | 2022       | 2023       | 2024       | 2025       |
| ------------------- | -------------------------------------------- | ---------- | ---------- | ---------- | ---------- | ----------- | ---------- | ---------- | ---------- | ---------- |
| Suso Álvarez        | Concursante de Gran Hermano 16               |            |            |            |            |             |            |            |            |            |
| Arantxa Coca        | Psicóloga                                    |            |            |            |            |             |            |            |            |            |
| Kiko Matamoros      | Colaborador de TV                            |            |            |            |            |             |            |            |            |            |
| María Zabay         | Escritora y presentadora de TV               |            |            |            |            |             |            |            |            |            |
| Alejandra Rubio     | Hija de Terelu Campos                        |            |            |            |            |             |            |            |            |            |
| Ylenia Padilla      | Participante de Gandía Shore                 |            |            |            |            |             |            |            |            |            |
| Marta López         | Concursante de Gran Hermano 2                |            |            |            |            |             |            |            |            |            |
| Lydia Lozano        | Periodista y colaboradora de TV              |            |            |            |            |             |            |            |            |            |
| Sofía Suescun       | Ganadora de Gran Hermano 16                  |            |            |            |            |             |            |            |            |            |
| Terelu Campos       | Presentadora y colaboradora de TV            |            |            |            |            |             |            |            |            |            |
| Nagore Robles       | Concursante de Gran Hermano 11               |            |            |            |            |             |            |            |            |            |
| Fani Carbajo        | Participante de LIDLT 1                      |            |            |            |            |             |            |            |            |            |
| Irene Rosales       | Mujer de Kiko Rivera                         |            |            |            |            |             |            |            |            |            |
| Rubén Sánchez       | Soltero de LIDLT 1                           |            |            |            |            |             |            |            |            |            |
| Melodie Peñalver    | Participante de LIDLT 2                      |            |            |            |            |             |            |            |            |            |
| Alba Carrillo       | Modelo y colaboradora de TV                  |            |            |            |            |             |            |            |            |            |
| Marta Peñate        | Participante de LIDLT 2                      |            |            |            |            |             |            |            |            |            |
| Melyssa Pinto       | Participante de LIDLT 2                      |            |            |            |            |             |            |            |            |            |
| Tom Brusse          | Participante de LIDLT 2                      |            |            |            |            |             |            |            |            |            |
| Lola Mencía         | Participante de LIDLT 3                      |            |            |            |            |             |            |            |            |            |
| Isaac Torres "Lobo" | Soltero de LIDLT 3                           |            |            |            |            |             |            |            |            |            |
| Lucía Sánchez       | Participante de LIDLT 3                      |            |            |            |            |             |            |            |            |            |
| Ibán García         | TikToker                                     |            |            |            |            |             |            |            |            |            |
| Belén Esteban       | Colaboradora de TV                           |            |            |            |            |             |            |            |            |            |
| Marina García       | Participante de LIDLT 3                      |            |            |            |            |             |            |            |            |            |
| Rosario Cerdán      | Participante de LIDLT 4                      |            |            |            |            |             |            |            |            |            |
| Zoe Mba             | Participante de LIDLT 4                      |            |            |            |            |             |            |            |            |            |
| Tania Medina        | Participante de LIDLT 4                      |            |            |            |            |             |            |            |            |            |
| Alejandro Nieto     | Míster España 2015, participante de LIDLT 4  |            |            |            |            |             |            |            |            |            |
| Luis Rollán         | Colaborador y actor de TV                    |            |            |            |            |             |            |            |            |            |
| Anabel Pantoja      | Sobrina de Isabel Pantoja                    |            |            |            |            |             |            |            |            |            |
| Kiko Jiménez        | Tronista de MyHyV                            |            |            |            |            |             |            |            |            |            |
| Ana María Aldón     | Exmujer de Ortega Cano                       |            |            |            |            |             |            |            |            |            |
| Ana Nicolás         | Participante de LIDLT 5                      |            |            |            |            |             |            |            |            |            |
| Claudia Martínez    | Participante de LIDLT 5                      |            |            |            |            |             |            |            |            |            |
| Mario González      | Participante de LIDLT 5                      |            |            |            |            |             |            |            |            |            |
| Paola Monzani       | Participante de LIDLT 5                      |            |            |            |            |             |            |            |            |            |
| Makoke Giaever      | Exmujer de Kiko Matamoros                    |            |            |            |            |             |            |            |            |            |
| Naomi Asensi        | Participante de LIDLT 6                      |            |            |            |            |             |            |            |            |            |
| Alejandro Vigara    | Periodista                                   |            |            |            |            |             |            |            |            |            |
| Tony Spina          | Tronista de MyHyV                            |            |            |            |            |             |            |            |            |            |
| Mayka Rivera        | Participante de LIDLT 2                      |            |            |            |            |             |            |            |            |            |
| Andrea Bueno        | Participante de LIDLT 7                      |            |            |            |            |             |            |            |            |            |
| María Aguilar       | Soltera de LIDLT 6 y participante de LIDLT 7 |            |            |            |            |             |            |            |            |            |

## Temporada 1 (2020)
- 9 de enero de 2020 - 18 de febrero de 2020

La edición fue emitida entre el 9 de enero y el 13 de febrero de 2020. Asimismo, el lugar donde los participantes estaban ubicados era en la República Dominicana, donde se encontraban divididos en dos villas: Villa Playa (chicos) y Villa Montaña (chicas).
Aunque en un principio iba a emitirse únicamente en Cuatro, la precipitada cancelación de la segunda edición de Gran Hermano Dúo propició que Mediaset España decidiera, siguiendo el modelo de televisión transversal que llevaba a cabo con sus programas de telerrealidad desde 2019, emitirlo también en Telecinco. Ambos canales del grupo emitirían los episodios, presentados por Mónica Naranjo –también compositora e intérprete del tema principal Temptations–, mientras que Cuatro se encargaría de acoger en exclusiva los debates, conducido por Sandra Barneda, donde varios colaboradores analizarían en directo la evolución de las parejas.
Por otro lado, algunas de las parejas participantes han surgido de otros programas de Mediaset España. Es el caso de Susana y Gonzalo (Gran Hermano 14), Álex y Fiama (Mujeres y hombres y viceversa) y Andrea e Ismael (First Dates).
Por último, tras finalizar el programa, Mujeres y hombres y viceversa planteó una semana especial dedicada a La isla de las tentaciones con Nagore Robles como presentadora. Para ello, el espacio llamado Las tentaciones de MyHyV, contaría con los protagonistas para explicar las novedades de su vida o algunos detalles de la experiencia. En total, fueron cinco especiales emitidos entre el 17 y el 21 de febrero de 19:00 a 20:30 en Cuatro.

### Participantes

#### Parejas
| Pareja            | Procedencia | Edad | Profesión           | Tiempo juntos | Decisión             | 6 meses después                                   |
| ----------------- | ----------- | ---- | ------------------- | ------------- | -------------------- | ------------------------------------------------- |
| Álex Bueno        | Salamanca   | 27   | Entrenador personal | 5 meses       | Fiama Rodríguez      | Separados / Fiama inicia una relación con Joy     |
| Fiama Rodríguez   | Las Palmas  | 26   | Hostess             | 5 meses       | Álex Bueno           | Separados / Fiama inicia una relación con Joy     |
| Christofer Guzmán | Madrid      | 28   | Teleoperador        | 7 años        | Abandono / Solo      | Juntos                                            |
| Fani Carbajo      | Madrid      | 34   | Comercial           | 7 años        | Rubén Sánchez / Sola | Juntos                                            |
| Gonzalo Montoya   | Sevilla     | 27   | Empresario          | 6 años        | Susana Molina / Solo | Separados                                         |
| Susana Molina     | Murcia      | 29   | Empresaria          | 6 años        | Sola                 | Separados                                         |
| Ismael Nicolás    | Murcia      | 23   | Culturista          | 1 año y medio | Solo                 | Separados / Andrea continúa su relación con Óscar |
| Andrea Gasca      | Barcelona   | 25   | Azafata             | 1 año y medio | Óscar Ruiz           | Separados / Andrea continúa su relación con Óscar |
| José Sánchez      | Madrid      | 33   | Guardia Civil       | 8 meses       | Adelina Seres        | Juntos                                            |
| Adelina Seres     | Madrid      | 27   | Informática         | 8 meses       | José Sánchez         | Juntos                                            |

#### Solteros
| Soltero          | Procedencia | Edad | Profesión            | Información         |
| ---------------- | ----------- | ---- | -------------------- | ------------------- |
| Joy Jara         | Madrid      | 27   | Entrenador fitness   | Cita final          |
| Jusseth Medina   | Barcelona   | 25   | Modelo               | Cita final          |
| Lewis Leadbetter | Tenerife    | 25   | Camarero             | Cita final          |
| Óscar Ruiz       | Málaga      | 25   | Camarero             | Cita final          |
| Rubén Sánchez    | Madrid      | 31   | Empresario coctelero | Cita final          |
| Antonio López    | Huelva      | 30   | Comercial            | Expulsados (Gala 9) |
| Dayanel Diez     | Madrid      | 23   | Agente de seguros    | Expulsados (Gala 9) |
| Daniel Gámez     | Cádiz       | 30   | Operador de apuestas | Expulsados (Gala 7) |
| Julián Requena   | Valencia    | 25   | Empresario           | Expulsados (Gala 7) |
| Bryan López      | Madrid      | 27   | Entrenador personal  | Expulsado (Gala 2)  |

#### Solteras
| Soltera                 | Procedencia | Edad | Profesión              | Información         |
| ----------------------- | ----------- | ---- | ---------------------- | ------------------- |
| Andrea Martínez         | Álava       | 27   | Directora creativa     | Cita final          |
| Jenny Martínez          | Barcelona   | 31   | Camarera               | Cita final          |
| Katerina Safarova       | Barcelona   | 21   | Modelo                 | Cita final          |
| Lourdes Figueroa        | Madrid      | 30   | Encargada de tienda    | Cita final          |
| Andreína Véliz          | Madrid      | 32   | Asistente de marketing | Expulsadas (Gala 9) |
| Géniris Mena            | Madrid      | 30   | Cantante de musicales  | Expulsadas (Gala 9) |
| Miriam Fernández "Mimi" | Barcelona   | 29   | Maestra                | Expulsadas (Gala 9) |
| Casandra Dodero         | Madrid      | 30   | Community manager      | Expulsadas (Gala 7) |
| Nerea Ramírez           | Huesca      | 21   | Modelo                 | Expulsadas (Gala 7) |
| Rochu "La Loba"         | Barcelona   | 20   | Cantante de trap       | Expulsada (Gala 5)  |
| Melani Soler            | Tarragona   | 26   | Modelo                 | Expulsada (Gala 2)  |

### Estadísticas semanales
|           | Gala 1 | Gala 1 | Gala 2    | Gala 3  | Gala 4  | Gala 5    | Gala 6  | Gala 7    | Gala 8  | Gala 9    |
| --------- | ------ | ------ | --------- | ------- | ------- | --------- | ------- | --------- | ------- | --------- |
| Andrea M. | Entra  | Entra  | Cita      | Cita    | Salvada | Salvada   | Cita    | Cita      | Salvada | Finalista |
| Jenny     | Entra  | Cita   | Cita      | Cita    | Cita    | Salvada   | Salvada | Cita      | Salvada | Finalista |
| Joy       | Entra  | Entra  | Cita      | Cita    | Cita    | Salvado   | Cita    | Cita      | Salvado | Finalista |
| Jusseth   | Entra  | Entra  | Salvado   | Salvado | Cita    | Salvado   | Salvado | Cita      | Salvado | Finalista |
| Katerina  | Entra  | Cita   | Cita      | Salvada | Cita    | Salvada   | Cita    | Cita      | Salvada | Finalista |
| Lewis     | Entra  | Cita   | Cita      | Cita    | Cita    | Salvado   | Salvado | Cita      | Salvado | Finalista |
| Lourdes   |        |        |           |         |         | Entra     | Salvada | Cita      | Salvada | Finalista |
| Óscar     | Entra  | Cita   | Cita      | Cita    | Cita    | Salvado   | Cita    | Cita      | Salvado | Finalista |
| Rubén     | Entra  | Cita   | Cita      | Cita    | Cita    | Salvado   | Cita    | Cita      | Salvado | Finalista |
| Andreina  | Entra  | Cita   | Salvada   | Cita    | Salvada | Salvada   | Salvada | Salvada   | Salvada | Expulsada |
| Antonio   | Entra  | Cita   | Salvado   | Salvado | Salvado | Salvado   | Salvado | Salvado   | Salvado | Expulsado |
| Dayanel   | Entra  | Entra  | Salvado   | Salvado | Salvado | Salvado   | Salvado | Salvado   | Salvado | Expulsado |
| Geniris   | Entra  | Cita   | Cita      | Salvada | Cita    | Salvada   | Salvada | Cita      | Salvada | Expulsada |
| Mimi      | Entra  | Cita   | Cita      | Salvada | Cita    | Salvada   | Salvada | Salvada   | Salvada | Expulsada |
| Casandra  | Entra  | Entra  | Salvada   | Salvada | Cita    | Salvada   | Salvada | Expulsada |         |           |
| Daniel    | Entra  | Entra  | Salvado   | Salvado | Salvado | Salvado   | Salvado | Expulsado |         |           |
| Julián    | Entra  | Cita   | Cita      | Cita    | Salvado | Salvado   | Salvado | Expulsado |         |           |
| Nerea     | Entra  | Entra  | Salvada   | Cita    | Salvada | Salvada   | Salvada | Expulsada |         |           |
| Rochu     | Entra  | Entra  | Salvada   | Cita    | Salvada | Expulsada |         |           |         |           |
| Bryan     | Entra  | Entra  | Expulsado |         |         |           |         |           |         |           |
| Melani    | Entra  | Entra  | Expulsada |         |         |           |         |           |         |           |

### Citas, protegidos y elección final
|              | Gala 1 | Gala 1   | Gala 2    | Gala 3    | Gala 4   | Gala 5        | Gala 6    | Gala 7    | Gala 8        | Gala 9        | Gala 10       | 6 meses después |
| Presentación | Cita   | Cita     | Cita      | Cita      | Hogueras | Cita          | Cita      | Hogueras  | Final         | Elección      | Estado        |                 |
| ------------ | ------ | -------- | --------- | --------- | -------- | ------------- | --------- | --------- | ------------- | ------------- | ------------- | --------------- |
| Álex         | Entran | Mimi     | Andrea M. | Rochu     | Jenny    | No hubo citas | Sin cita  | Jenny     | No hubo citas | Jenny         | Fiama         | Solo            |
| Fiama        | Entran | Julián   | Joy       | Joy       | Joy      | No hubo citas | Joy       | Joy       | No hubo citas | Joy           | Álex          | Joy             |
| Gonzalo      | Entran | Katerina | Katerina  | Andrea M. | Katerina | No hubo citas | Katerina  | Katerina  | No hubo citas | Katerina      | Rechazado     | Solo            |
| Susana       | Entran | Antonio  | Lewis     | Lewis     | Lewis    | No hubo citas | Sin cita  | Lewis     | No hubo citas | Lewis         | Sola          | Sola            |
| Ismael       | Entran | Andreína | Mimi      | Andreína  | Mimi     | No hubo citas | Andrea M. | Andrea M. | No hubo citas | Andrea M.     | Solo          | Solo            |
| Andrea G.    | Entran | Óscar    | Óscar     | Óscar     | Óscar    | No hubo citas | Óscar     | Óscar     | No hubo citas | Óscar         | Óscar         | Óscar           |
| José         | Entran | Geniris  | Geniris   | Nerea     | Casandra | No hubo citas | Sin cita  | Lourdes   | No hubo citas | Lourdes       | Adelina       | Adelina         |
| Adelina      | Entran | Lewis    | Julián    | Julián    | Jusseth  | No hubo citas | Sin cita  | Jusseth   | No hubo citas | Jusseth       | José          | José            |
| Fani         | Entran | Rubén    | Rubén     | Rubén     | Rubén    | No hubo citas | Rubén     | Rubén     | No hubo citas | Rubén         | Rechazada     | Christofer      |
| Christofer   | Entran | Jenny    | Jenny     | Jenny     | Geniris  | No hubo citas | Sin cita  | Geniris   | Abandonó solo | Abandonó solo | Abandonó solo | Fani            |

### Episodios

#### Programas
| Fecha      | Día    | Canal              | Características del programa                                                                                 | Audiencia         |
| ---------- | ------ | ------------------ | --- | ----------------- |
| 09/01/2020 | Jueves | Telecinco / Cuatro | Presentación de los participantes / Citas                                                                    | 2 978 000 (23,2%) |
| 14/01/2020 | Martes | Cuatro             | Expulsión de Bryan y Melani / Hoguera de los chicos                                                          | 2 270 000 (17,2%) |
| 16/01/2020 | Jueves | Telecinco          | Hoguera de las chicas / Citas / Hoguera de los chicos (1.ª parte)                                            | 2 449 000 (20,9%) |
| 21/01/2020 | Martes | Cuatro             | Hoguera de los chicos (2.ª parte) / Hoguera de las chicas / Citas                                            | 2 772 000 (21,9%) |
| 23/01/2020 | Jueves | Telecinco          | Expulsión de Rochu / Entrada de Lourdes / Hoguera de los chicos / Hoguera de las chicas                      | 3 161 000 (23,5%) |
| 28/01/2020 | Martes | Cuatro             | Hoguera de Confrontación de Álex y Fiama / Citas / Hoguera de los chicos (1.ª parte)                         | 2 736 000 (22,2%) |
| 30/01/2020 | Jueves | Telecinco          | Hoguera chicos (2.ª parte) / Hoguera chicas / Expulsión Casandra, Daniel, Julián y Nerea / Lectura de cartas | 3 156 000 (24,4%) |
| 04/02/2020 | Martes | Cuatro             | Hoguera chicos / Hoguera chicas / Hoguera de Confrontación de Christofer y Fani / Abandono de Christofer     | 3 138 000 (26,9%) |
| 06/02/2020 | Jueves | Telecinco          | Hoguera chicos / Hoguera chicas / Expulsión de Andreína, Antonio, Dayanel, Geniris y Mimi / Cita final       | 3 099 000 (25,2%) |
| 11/02/2020 | Martes | Cuatro             | Hoguera final (decisión)                                                                                     | 3 618 000 (30,0%) |
| 13/02/2020 | Jueves | Telecinco          | Reencuentro de las parejas 6 meses después                                                                   | 3 906 000 (30,0%) |

- El estreno del programa se emitió en simulcast en Telecinco (1 761 000 y 13,7%) y en Cuatro (1 217 000 y 9,5%).

#### Debates
| Fecha      | Día     | Canal  | Audiencia         |
| ---------- | ------- | ------ | ----------------- |
| 17/01/2020 | Viernes | Cuatro | 1 311 000 (10,0%) |
| 24/01/2020 | Viernes | Cuatro | 1 477 000 (11,1%) |
| 31/01/2020 | Viernes | Cuatro | 1 532 000 (12,7%) |
| 07/02/2020 | Viernes | Cuatro | 1 735 000 (14,0%) |
| 14/02/2020 | Viernes | Cuatro | 1 634 000 (13,5%) |
| 18/02/2020 | Viernes | Cuatro | 1 910 000 (19,6%) |

     Líder en su franja horaria.

## Temporada 2 (2020)
- 23 de septiembre de 2020 - 1 de noviembre de 2020

Tras el éxito de la primera edición, Mediaset apostó por una nueva para el otoño del mismo año, estrenándose esta el 23 de septiembre. Las grabaciones se llevaron a cabo durante el verano en la República Dominicana, al igual que la anterior edición. Además, se produjo un cambio de presentadores, tomando las riendas de los programas Sandra Barneda, que se mantendría también en la tercera temporada. En esta ocasión los programas fueron emitidos íntegramente en Telecinco, encargándose Carlos Sobera de los debates que, exceptuando el inicial que fue emitido Cuatro, pasaron también a Telecinco.
En cuanto a las cinco parejas de esta edición, cabe destacar que son anónimas, aunque algunas de ellas son conocidas del universo Mediaset. Es el caso de Melyssa y Tom, pareja surgida de Mujeres y hombres y viceversa, y también de Marta y Aless, conocidos por su participación en diferentes ediciones de Gran Hermano.
En cuanto a los solteros, esta edición contó con la participación de Andrea y Óscar que salieron como pareja en la primera edición.

### Participantes

#### Parejas
| Pareja              | Procedencia | Edad | Profesión                            | Tiempo juntos | Decisión                       | 3 meses después                                                                            |
| ------------------- | ----------- | ---- | ------------------------------------ | ------------- | ------------------------------ | ------------------------------------------------------------------------------------------ |
| Alessandro Livi     | Lugo        | 38   | Exfutbolista                         | 1 año         | Patry Guimeras                 | Juntos                                                                                     |
| Patry Guimeras      | Lugo        | 27   | Estudiante de Marketing y Publicidad | 1 año         | Alessandro Livi                | Juntos                                                                                     |
| Ángel de los Santos | Sevilla     | 23   | Opositor a Guardia Civil             | 1 año         | Abandono / Inma Campano        | Separados                                                                                  |
| Inma Campano        | Sevilla     | 28   | Modelo e influencer                  | 1 año         | Abandono / Ángel De los Santos | Separados                                                                                  |
| Cristian Jerez      | Alicante    | 31   | Camarero                             | 9 años        | Melodie Peñalver / Solo        | Separados / Melodie continúa su relación con Beltrán Cristian continúa conociendo a Andrea |
| Melodie Peñalver    | Alicante    | 28   | Camarera                             | 9 años        | Beltrán San Jorge              | Separados / Melodie continúa su relación con Beltrán Cristian continúa conociendo a Andrea |
| Lester Duque        | Las Palmas  | 32   | Camarero                             | 11 años       | Patri Pérez                    | Separados / Lester continúa su relación con Patri Marta continúa conociendo a Dani         |
| Marta Peñate        | Las Palmas  | 29   | Periodista                           | 11 años       | Sola                           | Separados / Lester continúa su relación con Patri Marta continúa conociendo a Dani         |
| Pablo Moya          | Murcia      | 26   | DJ                                   | 3 años        | Solo                           | Separados / Mayka finaliza su relación con Óscar                                           |
| Mayka Rivera        | Murcia      | 28   | Camarera                             | 3 años        | Óscar Ruiz                     | Separados / Mayka finaliza su relación con Óscar                                           |
| Tom Brusse          | Marrakech   | 27   | Empresario                           | 8 meses       | Abandono / Solo                | Separados / Tom continúa conociendo a Sandra                                               |
| Melyssa Pinto       | Gerona      | 28   | Diseñadora de Moda                   | 8 meses       | Abandono / Sola                | Separados / Tom continúa conociendo a Sandra                                               |

#### Solteros
| Soltero              | Procedencia | Edad | Profesión                      | Información                  |
| -------------------- | ----------- | ---- | ------------------------------ | ---------------------------- |
| Beltrán San Jorge    | Alicante    | 24   | Empresario y exmilitar         | Cita final - Sale con Melody |
| Dani García          | Alicante    | 24   | Empresario                     | Cita final                   |
| Jorge Javier Díaz    | Navarra     | 27   | Modelo                         | Cita final                   |
| Óscar Ruiz           | Málaga      | 26   | Participante de LIDLT 1        | Cita final - Sale con Mayka  |
| David Castelló       | Alicante    | 29   | Surfista e instructor de buceo | Expulsados sin cita final    |
| Edu Neira            | Madrid      | 33   | Bombero y DJ                   | Expulsados sin cita final    |
| Kevin Van Krimpen    | Málaga      | 26   | Productor de imagen y sonido   | Expulsados sin cita final    |
| Matías Padial        | Palma       | 32   | Coctelero                      | Expulsados sin cita final    |
| Guillermo "El Largo" | Barcelona   | 26   | Modelo y empresario            | Expulsado 2.ª ceremonia      |
| Cristian del Valle   | Castellón   | 34   | Agente de publicidad           | Expulsado 1.ª ceremonia      |

#### Solteras
| Soltera         | Procedencia | Edad | Profesión               | Información                     |
| --------------- | ----------- | ---- | ----------------------- | ------------------------------- |
| Andrea Gasca    | Barcelona   | 26   | Participante de LIDLT 1 | Cita final - Rechaza a Cristian |
| Lía Román       | Málaga      | 23   | Gimnasta rítmica        | Cita final                      |
| Patri Pérez     | Barcelona   | 26   | Asesora de Moda         | Cita final - Sale con Lester    |
| Dorothy Collado | Barcelona   | 23   | Auxiliar de geriatría   | Expulsadas sin cita final       |
| Elisa García    | Cantabria   | 19   | Opositora a Bombero     | Expulsadas sin cita final       |
| Liseth Calero   | Las Palmas  | 23   | Periodista              | Expulsadas sin cita final       |
| Luzma Cabello   | Málaga      | 25   | Modelo y cantante       | Expulsadas sin cita final       |
| Sandra Pica     | Barcelona   | 21   | Diseñadora de moda      | Abandona por salida de Tom      |
| Fátima Rull     | Ibiza       | 28   | Empresaria              | Expulsada 2.ª ceremonia         |
| Yun Estevan     | Madrid      | 22   | RRPP                    | Expulsada 1.ª ceremonia         |

### Estadísticas semanales
|             | Ep. 1 | Ep. 2   | Ep. 2   | Ep. 3   | Ep. 4     | Ep. 5   | Ep. 6   | Ep. 7     | Ep. 8     | Ep. 8 |
| ----------- | ----- | ------- | ------- | ------- | --------- | ------- | ------- | --------- | --------- | ----- |
| Andrea      |       | Entra   | Cita    | Salvada | Cita      | Cita    | Salvada | Salvada   | Finalista |       |
| Beltrán     | Entra | Cita    | Cita    | Salvado | Cita      | Cita    | Salvado | Salvado   | Finalista |       |
| Dani        | Entra | Salvado | Salvado | Salvado | Cita      | Cita    | Salvado | Salvado   | Finalista |       |
| Jorge       | Entra | Salvado | Salvado | Salvado | Salvado   | Cita    | Salvado | Salvado   | Finalista |       |
| Lía         | Entra | Cita    | Cita    | Salvada | Salvada   | Cita    | Vetada  | Vetada    | Finalista |       |
| Óscar       |       | Entra   | Cita    | Salvado | Cita      | Cita    | Vetado  | Vetado    | Finalista |       |
| Patri       | Entra | Cita    | Cita    | Salvada | Salvada   | Cita    | Salvada | Salvada   | Finalista |       |
| David       | Entra | Cita    | Cita    | Salvado | Cita      | Cita    | Salvado | Salvado   | Expulsado |       |
| Dorothy     | Entra | Cita    | Cita    | Salvada | Cita      | Cita    | Salvada | Salvada   | Expulsada |       |
| Elisa       | Entra | Salvada | Salvada | Salvada | Cita      | Salvada | Salvada | Salvada   | Expulsada |       |
| Luzma       | Entra | Cita    | Cita    | Salvada | Salvada   | Salvada | Salvada | Salvada   | Expulsada |       |
| Matías      | Entra | Salvado | Salvado | Salvado | Salvado   | Salvado | Salvado | Salvado   | Expulsado |       |
| Edu         | Entra | Cita    | Cita    | Salvado | Salvado   | Salvado | Salvado | Salvado   | Expulsado |       |
| Kevin       | Entra | Cita    | Cita    | Salvado | Salvado   | Salvado | Salvado | Salvado   | Expulsado |       |
| Liseth      | Entra | Salvada | Salvada | Salvada | Salvada   | Salvada | Salvada | Salvada   | Expulsada |       |
| Sandra      | Entra | Salvada | Salvada | Salvada | Cita      | Cita    | Salvada | Salvada   | Abandono  |       |
| Fátima      | Entra | Salvada | Salvada | Salvada | Salvada   | Salvada | Salvada | Expulsada |           |       |
| Guillermo   | Entra | Salvado | Salvado | Salvado | Salvado   | Salvado | Salvado | Expulsado |           |       |
| Cristian V. | Entra | Salvado | Salvado | Salvado | Expulsado |         |         |           |           |       |
| Yun         | Entra | Salvada | Salvada | Salvada | Expulsada |         |         |           |           |       |

### Citas, protegidos y elección final
|              | Ep. 1  | Ep. 2    | Ep. 3              | Ep. 4              | Ep. 5              | Ep. 6              | Ep. 7              | Ep. 8              | Ep. 8              | 3 meses después |
| Presentación | Cita   | Hogueras | Cita               | Cita               | Hogueras           | Hogueras           | Final              | Elección           | Estado             |                 |
| ------------ | ------ | -------- | ------------------ | ------------------ | ------------------ | ------------------ | ------------------ | ------------------ | ------------------ | --------------- |
| Alessandro   |        |          |                    | Entran             | Lía                | No hubo citas      | No hubo citas      | Lía                | Patry              | Patry           |
| Patry        |        |          |                    | Entran             | Jorge              | No hubo citas      | No hubo citas      | Jorge              | Alessandro         | Alessandro      |
| Cristian J.  | Entran | Patricia | No hubo citas      | Andrea             | Andrea             | No hubo citas      | No hubo citas      | Andrea             | Rechazado          | Andrea          |
| Melodie      | Entran | Beltrán  | No hubo citas      | Beltrán            | Beltrán            | No hubo citas      | No hubo citas      | Beltrán            | Beltrán            | Beltrán         |
| Lester       | Entran | Andrea   | No hubo citas      | Elisa              | Patricia           | No hubo citas      | No hubo citas      | Patricia           | Patricia           | Patricia        |
| Marta        | Entran | Edu      | No hubo citas      | Dani               | Dani               | No hubo citas      | No hubo citas      | Dani               | Sola               | Dani            |
| Pablo        | Entran | Dorothy  | No hubo citas      | Dorothy            | Dorothy            | No hubo citas      | No hubo citas      | Sin cita           | Solo               | Solo            |
| Mayka        | Entran | Óscar    | No hubo citas      | Óscar              | Óscar              | No hubo citas      | No hubo citas      | Óscar              | Óscar              | Sola            |
| Tom          | Entran | Luzma    | No hubo citas      | Sandra             | Sandra             | No hubo citas      | No hubo citas      | Abandonó solo      | Abandonó solo      | Sandra          |
| Melyssa      | Entran | David    | No hubo citas      | David              | David              | No hubo citas      | No hubo citas      | Abandonó sola      | Abandonó sola      | Sola            |
| Ángel        | Entran | Lía      | Abandonó con Inma  | Abandonó con Inma  | Abandonó con Inma  | Abandonó con Inma  | Abandonó con Inma  | Abandonó con Inma  | Abandonó con Inma  | Solo            |
| Inma         | Entran | Kevin    | Abandonó con Ángel | Abandonó con Ángel | Abandonó con Ángel | Abandonó con Ángel | Abandonó con Ángel | Abandonó con Ángel | Abandonó con Ángel | Sola            |

### Episodios

#### Programas
| Fecha      | Día       | Canal     | Características del programa                                                                                                   | Audiencia         |
| ---------- | --------- | --------- | --- | ----------------- |
| 23/09/2020 | Miércoles | Telecinco | Presentación de los participantes                                                                                              | 2 411 000 (19,5%) |
| 27/09/2020 | Domingo   | Telecinco | Entrada de Andrea y Óscar / Citas / Hoguera de las chicas (1.ª parte)                                                          | 2 444 000 (17,3%) |
| 30/09/2020 | Miércoles | Telecinco | Hoguera chicas (2.ª parte) / Hoguera chicos / Hoguera Confrontación de Inma y Ángel / Abandono Inma y Ángel                    | 2 694 000 (21,9%) |
| 04/10/2020 | Domingo   | Telecinco | Expulsión de Cristian y Yun / Citas / Entrada de Alessandro y Patry / Hoguera de las chicas (1.ª parte)                        | 2 784 000 (20,2%) |
| 07/10/2020 | Miércoles | Telecinco | Hoguera de las chicas (2.ª parte) / Hoguera de los chicos / Citas / Hoguera de las chicas (1.ª parte)                          | 2 694 000 (22,6%) |
| 11/10/2020 | Domingo   | Telecinco | Hoguera de las chicas (2.ª parte) / Hoguera de los chicos                                                                      | 2 980 000 (21,0%) |
| 14/10/2020 | Miércoles | Telecinco | Hoguera chicas, chicos / Lectura cartas / Expulsión Fátima, Guillermo / Hoguera Confrontación Tom y Melyssa / Abandono Melyssa | 2 940 000 (25,2%) |
| 18/10/2020 | Domingo   | Telecinco | Abandono de Tom y Sandra / Expulsión de Edu, Kevin, Liseth, David, Dorothy, Elisa, Luzma y Matías / Citas y hogueras finales   | 3 464 000 (25,2%) |
| 21/10/2020 | Miércoles | Telecinco | Reencuentro de las parejas 3 meses después de la experiencia                                                                   | 3 465 000 (28,0%) |

#### Debates
| Fecha      | Día     | Canal     | Audiencia         |
| ---------- | ------- | --------- | ----------------- |
| 29/09/2020 | Martes  | Cuatro    | 1 061 000 (10,3%) |
| 06/10/2020 | Martes  | Telecinco | 1 486 000 (12,9%) |
| 13/10/2020 | Martes  | Telecinco | 1 612 000 (17,6%) |
| 20/10/2020 | Martes  | Telecinco | 1 693 000 (16,6%) |
| 25/10/2020 | Domingo | Telecinco | 2 003 000 (17,7%) |
| 01/11/2020 | Domingo | Telecinco | 2 049 000 (17,8%) |

## Temporada 3 (2021)
- 21 de enero de 2021 - 31 de marzo de 2021

La edición se grabó en verano de 2020 y se estrenó el 21 de enero de 2021 en Telecinco.
Esta edición emitía un programa por semana, salvo en la recta final que doblaron la emisión.
Los debates y los programas fueron conducidos por Sandra Barneda y emitidos íntegramente en Telecinco, con preestreno de cada programa en Mitele plus el día anterior.
En cuanto a los participantes, Diego y Lola se conocieron en Mujeres y hombres y viceversa, Hugo participó en Gran Hermano, y entre los solteros, Isaac participó en Super Shore y en Resistiré. Además contó con la participación de Fiama y Rubén de la primera edición.

### Participantes

#### Parejas
| Parejas             | Procedencia | Edad | Profesión                            | Tiempo juntos  | Decisión                   | 6 meses después                                                |
| ------------------- | ----------- | ---- | ------------------------------------ | -------------- | -------------------------- | -------------------------------------------------------------- |
| Diego Pérez         | Cantabria   | 27   | Abogado                              | 3 años         | Solo                       | Separados                                                      |
| Marta Mencía "Lola" | León        | 24   | Auxiliar de veterinaria              | 3 años         | Sola                       | Separados                                                      |
| Hugo Pérez          | Pontevedra  | 24   | Camarero                             | 4 años         | Lara Tronti                | Juntos / Hugo le pide matrimonio a Lara Tronti                 |
| Lara Tronti         | Pontevedra  | 27   | Dependienta                          | 4 años         | Hugo Pérez                 | Juntos / Hugo le pide matrimonio a Lara Tronti                 |
| Jesús Sánchez       | Sevilla     | 25   | Estudiante de Marketing y Publicidad | 5 años y medio | Solo                       | Separados / Marina inicia una relación con Isaac Torres "Lobo" |
| Marina García       | Sevilla     | 21   | Estudiante de Moda                   | 5 años y medio | Sola                       | Separados / Marina inicia una relación con Isaac Torres "Lobo" |
| Manuel González     | Cádiz       | 29   | Vigilante de seguridad               | 3 años y medio | Abandono / Fiama Rodríguez | Separados / Manuel finaliza su relación con Fiama Rodríguez    |
| Lucía Sánchez       | Cádiz       | 25   | Peluquera                            | 3 años y medio | Abandono / Sola            | Separados / Manuel finaliza su relación con Fiama Rodríguez    |
| Raúl Ginés          | Las Palmas  | 28   | Ingeniero de las Ciencias del Mar    | 2 años y medio | Claudia Acevedo            | Separados / Regresan juntos como pareja abierta                |
| Claudia Acevedo     | Las Palmas  | 23   | Estudiante de Cine                   | 2 años y medio | Raúl Gines                 | Separados / Regresan juntos como pareja abierta                |

#### Solteros
| Soltero             | Procedencia      | Edad | Profesión                        | Información                        |
| ------------------- | ---------------- | ---- | -------------------------------- | ---------------------------------- |
| Carlos Algora       | Sevilla          | 34   | Empresario                       | Cita final                         |
| Isaac Torres "Lobo" | Barcelona        | 25   | Influencer / Monitor de spinning | Cita final                         |
| Toni Ruiz           | Barcelona        | 26   | Dependiente                      | Cita final                         |
| Rubén Sánchez       | Madrid           | 32   | Participante de LIDLT 1          | Expulsado sin cita final           |
| Víctor López        | Lérida           | 22   | Entrenador personal              | Expulsados sin hoguera de solteros |
| Xavi España         | Andorra la Vieja | 35   | Piloto                           | Expulsados sin hoguera de solteros |
| Javier Hernández    | Huesca           | 26   | Fotógrafo                        | Expulsados 3.ª ceremonia           |
| Simone Coppola      | Milán            | 25   | Empresario                       | Expulsados 3.ª ceremonia           |
| Íker de la Llosa    | Álava            | 29   | Policía local                    | Expulsados 2.ª ceremonia           |
| Imanol Capote       | Madrid           | 34   | Hostelero                        | Expulsados 2.ª ceremonia           |
| David Arujo         | Pontevedra       | 29   | Fotógrafo                        | Expulsado 1.ª ceremonia            |

#### Solteras
| Soltera           | Procedencia | Edad | Profesión                  | Información                        |
| ----------------- | ----------- | ---- | -------------------------- | ---------------------------------- |
| Carla Divinity    | Barcelona   | 28   | Dueña de centro de belleza | Finalista                          |
| Lara Blanchard    | Pontevedra  | 24   | Historiadora y modelo      | Rechaza cita final                 |
| Susan Teixeira*   | Madrid      | 22   | Arquitecta                 | Expulsadas sin cita final          |
| Stefany Martínez* | Barcelona   | 25   | Psicóloga                  | Expulsadas sin cita final          |
| Jennifer Saumell  | Tenerife    | 19   | Modelo                     | Expulsadas sin hoguera de solteras |
| María Snake       | Murcia      | 29   | Modelo                     | Expulsadas sin hoguera de solteras |
| Nahia Iglesias    | Las Palmas  | 21   | Modelo                     | Expulsada 3.ª ceremonia            |
| Fiama Rodríguez   | Las Palmas  | 27   | Participante de LIDLT 1    | Abandona con Manuel                |
| Alba Méndez       | Madrid      | 23   | Camarera                   | Expulsadas 2.ª ceremonia           |
| Bela Saalem       | Valencia    | 25   | Profesora                  | Expulsadas 2.ª ceremonia           |
| Mónica Sango      | Zaragoza    | 22   | Monitora y periodista      | Expulsada 1.ª ceremonia            |

### Estadísticas semanales
|          | Ep. 1 | Ep. 2   | Ep. 3     | Ep. 4   | Ep. 5     | Ep. 6   | Ep. 7   | Ep. 8    | Ep. 9     | Ep. 10  | Ep. 11    |
| -------- | ----- | ------- | --------- | ------- | --------- | ------- | ------- | -------- | --------- | ------- | --------- |
| Carla    | Entra | Salvada | Salvada   | Cita    | Vetada    | Salvada | Salvada | Salvada  | Salvada   | Salvada | Finalista |
| Carlos   | Entra | Salvado | Salvado   | Cita    | Salvado   | Salvado | Salvado | Salvado  | Salvado   | Salvado | Finalista |
| Isaac    | Entra | Cita    | Salvado   | Cita    | Cita      | Salvado | Salvado | Salvado  | Salvado   | Salvado | Finalista |
| Toni     | Entra | Cita    | Salvado   | Cita    | Cita      | Salvado | Salvado | Salvado  | Salvado   | Salvado | Finalista |
| Lara B.  | Entra | Cita    | Salvada   | Cita    | Cita      | Salvada | Salvado | Salvada  | Salvada   | Salvada | Abandono  |
| Jennifer | Entra | Cita    | Salvada   | Salvada | Cita      | Salvada | Salvada | Salvada  | Salvada   | Salvada | Expulsada |
| Mari     | Entra | Salvada | Salvada   | Salvada | Salvada   | Salvada | Salvada | Salvada  | Salvada   | Salvada | Expulsada |
| Rubén    |       |         | Entra     | Cita    | Vetado    | Salvado | Salvado | Salvado  | Salvado   | Salvado | Expulsado |
| Stefany  | Entra | Cita    | Salvada   | Cita    | Cita      | Salvada | Salvada | Salvada  | Salvada   | Salvada | Expulsada |
| Susan    | Entra | Salvada | Salvada   | Cita    | Cita      | Salvada | Salvada | Salvada  | Salvada   | Salvada | Expulsada |
| Víctor   | Entra | Cita    | Salvado   | Salvado | Salvado   | Salvado | Salvado | Salvado  | Salvado   | Salvado | Expulsado |
| Xavi     | Entra | Salvado | Salvado   | Salvado | Cita      | Salvado | Salvado | Salvado  | Salvado   | Salvado | Expulsado |
| Javier   | Entra | Cita    | Salvado   | Salvado | Salvado   | Salvado | Salvado | Salvado  | Expulsado |         |           |
| Nahia    | Entra | Cita    | Salvada   | Cita    | Salvada   | Salvada | Salvada | Salvada  | Expulsada |         |           |
| Simone   | Entra | Cita    | Salvado   | Cita    | Cita      | Salvado | Salvado | Salvado  | Expulsado |         |           |
| Fiama    |       |         | Entra     | Salvada | Cita      | Salvada | Salvada | Abandono |           |         |           |
| Alba     | Entra | Salvada | Salvada   | Salvada | Expulsada |         |         |          |           |         |           |
| Bela     | Entra | Cita    | Salvada   | Salvada | Expulsada |         |         |          |           |         |           |
| Iker     | Entra | Salvado | Salvado   | Salvado | Expulsado |         |         |          |           |         |           |
| Imanol   | Entra | Salvado | Salvado   | Salvado | Expulsado |         |         |          |           |         |           |
| David    | Entra | Salvado | Expulsado |         |           |         |         |          |           |         |           |
| Mónica   | Entra | Salvada | Expulsada |         |           |         |         |          |           |         |           |

### Citas, protegidos y elección final
|              | Ep. 1  | Ep. 2    | Ep. 3         | Ep. 4   | Ep. 5    | Ep. 6         | Ep. 7         | Ep. 8              | Ep. 9              | Ep. 10             | Ep. 11             | Ep. 11             | 6 meses después |
| Presentación | Cita   | Hogueras | Cita          | Cita    | Hogueras | Hogueras      | Hogueras      | Hogueras           | Hogueras           | Final              | Elección           | Estado             |                 |
| ------------ | ------ | -------- | ------------- | ------- | -------- | ------------- | ------------- | ------------------ | ------------------ | ------------------ | ------------------ | ------------------ | --------------- |
| Diego        | Entran | Jennifer | No hubo citas | Carla   | Jennifer | No hubo citas | No hubo citas | No hubo citas      | Carla              | No hubo citas      | Carla              | Solo               | Solo            |
| Lola         | Entran | Simone   | No hubo citas | Simone  | Simone   | No hubo citas | No hubo citas | No hubo citas      | Carlos             | No hubo citas      | Carlos             | Sola               | Sola            |
| Hugo         | Entran | Stefany  | No hubo citas | Susan   | Susan    | No hubo citas | No hubo citas | No hubo citas      | Susan              | No hubo citas      | Sin cita           | Lara T.            | Lara T.         |
| Lara T.      | Entran | Javier   | No hubo citas | Rubén   | Xavi     | No hubo citas | No hubo citas | No hubo citas      | Rubén              | No hubo citas      | Sin cita           | Hugo               | Hugo            |
| Jesús        | Entran | Bela     | No hubo citas | Nahia   | Stefany  | No hubo citas | No hubo citas | No hubo citas      | Stefany            | No hubo citas      | Rechazado          | Solo               | Solo            |
| Marina       | Entran | Isaac    | No hubo citas | Isaac   | Isaac    | No hubo citas | No hubo citas | No hubo citas      | Isaac              | No hubo citas      | Isaac              | Sola               | Isaac           |
| Raúl         | Entran | Lara B.  | No hubo citas | Lara B. | Lara B.  | No hubo citas | No hubo citas | No hubo citas      | Lara B.            | No hubo citas      | Sin cita           | Claudia            | Solo            |
| Claudia      | Entran | Toni     | No hubo citas | Toni    | Toni     | No hubo citas | No hubo citas | No hubo citas      | Toni               | No hubo citas      | Toni               | Raúl               | Sola            |
| Manuel       | Entran | Nahia    | No hubo citas | Stefany | Fiama    | No hubo citas | No hubo citas | Abandonó con Fiama | Abandonó con Fiama | Abandonó con Fiama | Abandonó con Fiama | Abandonó con Fiama | Solo            |
| Lucía        | Entran | Víctor   | No hubo citas | Carlos  | Sin cita | No hubo citas | No hubo citas | Abandonó sola      | Abandonó sola      | Abandonó sola      | Abandonó sola      | Abandonó sola      | Sola            |

### Episodios

#### Programas
| Fecha      | Día       | Canal     | Características del programa                                                                                       | Audiencia         |
| ---------- | --------- | --------- | --- | ----------------- |
| 21/01/2021 | Jueves    | Telecinco | Presentación de los participantes                                                                                  | 3 012 000 (25,2%) |
| 28/01/2021 | Jueves    | Telecinco | Citas / Hoguera de los chicos (1.ª parte)                                                                          | 3 202 000 (26,0%) |
| 04/02/2021 | Jueves    | Telecinco | Hoguera de los chicos (2.ª parte) / Hoguera de las chicas / Expulsión de David y Mónica / Entrada de Rubén y Fiama | 3 132 000 (26,1%) |
| 11/02/2021 | Jueves    | Telecinco | Citas / Hoguera de los chicos / Hoguera de las chicas (1.ª parte)                                                  | 3 391 000 (27,2%) |
| 18/02/2021 | Jueves    | Telecinco | Hogueras de las chicas (2.ª parte) / Expulsión de Alba, Bela, Iker e Imanol / Citas                                | 2 921 000 (24,7%) |
| 25/02/2021 | Jueves    | Telecinco | Hoguera de los chicos / Hoguera de las chicas / Hoguera de Confrontación de Diego y Lola (1.ª parte)               | 3 174 000 (27,8%) |
| 04/03/2021 | Jueves    | Telecinco | Hoguera de Confrontación de Diego y Lola (2.ª parte) / Hoguera de los chicos / Hoguera de las chicas (1.ª parte)   | 3 049 000 (28,2%) |
| 11/03/2021 | Jueves    | Telecinco | Hoguera chicas (2.ª parte) / Hoguera de Confrontación de Lucía y Manuel / Abandono de Lucía, Manuel y Fiama        | 3 250 000 (29,2%) |
| 17/03/2021 | Miércoles | Telecinco | Expulsión Javier, Nahia y Simone / Hogueras de las solteras / Hogueras de los solteros (1.ª parte)                 | 2 923 000 (22,2%) |
| 18/03/2021 | Jueves    | Telecinco | Hogueras solteros (2.ª parte) / Lectura de cartas / Última hoguera chicos / Última hoguera chicas (1.ª parte)      | 3 166 000 (26,4%) |
| 24/03/2021 | Miércoles | Telecinco | Expulsión Jennifer, Mari, Rubén, Susan, Stefany, Víctor y Xavi / Abandono Lara B. / Cita final / Hogueras finales  | 3 024 000 (25,7%) |
| 25/03/2021 | Jueves    | Telecinco | Reencuentro de las parejas 6 meses después de la experiencia                                                       | 3 123 000 (27,4%) |

#### Debates
| Fecha      | Día       | Canal     | Audiencia         |
| ---------- | --------- | --------- | ----------------- |
| 25/01/2021 | Lunes     | Telecinco | 1 776 000 (17,3%) |
| 01/02/2021 | Lunes     | Telecinco | 1 639 000 (16,5%) |
| 08/02/2021 | Lunes     | Telecinco | 1 683 000 (17,6%) |
| 15/02/2021 | Lunes     | Telecinco | 1 608 000 (16,3%) |
| 22/02/2021 | Lunes     | Telecinco | 1 414 000 (14,3%) |
| 01/03/2021 | Lunes     | Telecinco | 1 441 000 (14,8%) |
| 08/03/2021 | Lunes     | Telecinco | 1 510 000 (15,4%) |
| 15/03/2021 | Lunes     | Telecinco | 1 489 000 (15,5%) |
| 22/03/2021 | Lunes     | Telecinco | 1 392 000 (15,0%) |
| 29/03/2021 | Lunes     | Telecinco | 2 028 000 (18,6%) |
| 31/03/2021 | Miércoles | Telecinco | 2 241 000 (20,6%) |

## La última tentación (2021)
- 15 de septiembre de 2021 - 8 de noviembre de 2021

El 26 de mayo de 2021, Mediaset anunció el inicio de la producción de La última tentación, primera secuela de La isla de las tentaciones a nivel internacional, en la que varios de los participantes más destacados de las tres primeras ediciones pondrán a prueba sus relaciones con sus actuales parejas. Presentada por Sandra Barneda, esta edición especial se grabó también en República Dominicana durante el verano de 2021 para su posterior emisión en otoño de ese mismo año.

### Participantes

#### Parejas
| Parejas             | Procedencia | Edad | Tiempo juntos | Temporada | Decisión        | Debate final |
| ------------------- | ----------- | ---- | ------------- | --------- | --------------- | ------------ |
| Alejandro Bernardos | Madrid      | 27   | 3 meses       | Ninguna   | Mayka           | Juntos       |
| Mayka Rivera        | Murcia      | 29   | 3 meses       | LIDLT 2   | Alejandro       | Juntos       |
| Christofer Guzmán   | Madrid      | 30   | 9 años        | LIDLT 1   | Solo            | Juntos       |
| Fani Carbajo        | Madrid      | 36   | 9 años        | LIDLT 1   | Sola            | Juntos       |
| Isaac Torres "Lobo" | Barcelona   | 26   | 2 meses       | LIDLT 3   | Abandono / Solo | Juntos       |
| Lucía Sánchez       | Cádiz       | 26   | 2 meses       | LIDLT 3   | Abandono / Sola | Juntos       |
| Jesús Sánchez       | Sevilla     | 26   | 6 años        | LIDLT 3   | Marina          | Juntos       |
| Marina García       | Sevilla     | 22   | 6 años        | LIDLT 3   | Jesús           | Juntos       |
| Lester Duque        | Las Palmas  | 33   | 1 año         | LIDLT 2   | Patri           | Juntos       |
| Patri Pérez         | Barcelona   | 27   | 1 año         | LIDLT 2   | Lester          | Juntos       |
| Roberto de la Cruz  | Madrid      | 23   | 8 meses       | Ninguna   | Solo            | Separados    |
| Andrea Gasca        | Barcelona   | 27   | 8 meses       | LIDLT 1   | Sola            | Separados    |

#### Cuentas pendientes
| Cuenta pendiente | Procedencia | Edad | Profesión               | Temporada | Cuentas pendientes con…       |
| ---------------- | ----------- | ---- | ----------------------- | --------- | ----------------------------- |
| Bela Saleem      | Valencia    | 26   | Modelo y profesora      | LIDLT 3   | Isaac, Jesús y Marina         |
| Cristian Jerez   | Alicante    | 32   | Empresario              | LIDLT 2   | Andrea, Lucía y Patri         |
| Gonzalo Montoya  | Sevilla     | 29   | Empresario              | LIDLT 1   | Fani y Mayka                  |
| Jesús Sánchez    | Sevilla     | 26   | Estudiante de Marketing | LIDLT 3   | Isaac y Marina                |
| Julián Requena   | Valencia    | 28   | Cantante                | LIDLT 1   | Andrea y Fani                 |
| Manuel González  | Cádiz       | 30   | Influencer              | LIDLT 3   | Andrea, Isaac y Lucía         |
| Marina García    | Sevilla     | 22   | Influencer              | LIDLT 3   | Isaac, Jesús y Lucía          |
| Marta Peñate     | Las Palmas  | 30   | Periodista              | LIDLT 2   | Lester, Mayka y Patri         |
| Óscar Ruiz       | Málaga      | 27   | Entrenador personal     | LIDLT 1   | Andrea y Mayka                |
| Pablo Moya       | Murcia      | 28   | DJ                      | LIDLT 2   | Mayka                         |
| Stefany Martínez | Barcelona   | 26   | Psicóloga               | LIDLT 3   | Jesús, Lucía, Manuel y Marina |

### Estadísticas semanales
|            | Ep. 1 | Ep. 2    | Ep. 3    | Ep. 4    | Ep. 5   | Ep. 6      | Ep. 7      | Ep. 8     |
| ---------- | ----- | -------- | -------- | -------- | ------- | ---------- | ---------- | --------- |
| Alejandro  | Entra | Salvado  | Salvado  | Salvado  | Salvado | Salvado    | Salvado*   | Finalista |
| Mayka      | Entra | Salvada  | Salvada  | Salvada* | Salvada | Salvada    | Salvada    | Finalista |
| Christofer | Entra | Salvado  | Salvado  | Salvado  | Salvado | Salvado*   | Salvado*   | Finalista |
| Fani       | Entra | Salvada* | Salvada  | Salvada  | Salvada | Salvada    | Salvada    | Finalista |
| Jesús      |       |          | Entra*   | Salvado  | Salvado | Salvado    | Salvado    | Finalista |
| Marina     | Entra | Salvada* | Salvada* | Salvada  | Salvada | Salvada    | Salvada    | Finalista |
| Lester     | Entra | Salvado  | Salvado  | Salvado  | Salvado | Salvado*   | Salvado*   | Finalista |
| Patri      | Entra | Salvada  | Salvada  | Salvada  | Salvada | Salvada    | Salvada    | Finalista |
| Roberto    | Entra | Salvado  | Salvado  | Salvado  | Salvado | Salvado    | Salvado*   | Finalista |
| Andrea     | Entra | Salvada  | Salvada  | Salvada  | Salvada | Salvada    | Salvada    | Finalista |
| Bela       |       |          | Entra    | Salvada  | Salvada | Salvada    | Expulsada  |           |
| Julián     | Entra | Salvado  | Salvado  | Salvado  | Salvado | Salvado    | Expulsado* |           |
| Manuel     |       | Entra    | Salvado* | Salvado  | Salvado | Salvado    | Expulsado* |           |
| Marta      | Entra | Salvada  | Salvada  | Salvada* | Salvada | Salvada    | Expulsada* |           |
| Óscar      | Entra | Salvado  | Salvado  | Salvado  | Salvado | Salvado    | Expulsado  |           |
| Pablo      | Entra | Salvado  | Salvado  | Salvado  | Salvado | Salvado    | Expulsado* |           |
| Stefany    |       | Entra    | Salvada  | Salvada  | Salvada | Salvada    | Expulsada  |           |
| Isaac      | Entra | Salvado  | Salvado* | Salvado  | Salvado | Salvado    | Abandono   |           |
| Lucía      | Entra | Salvada* | Salvada  | Salvada  | Salvada | Salvada    | Abandono   |           |
| Cristian   |       |          | Entra    | Salvado  | Salvado | Expulsado* |            |           |
| Gonzalo    |       | Entra*   | Salvado  | Salvado  | Salvado | Expulsado* |            |           |

(*) Personas que tienen un círculo de fuego.
- Sufridores (Villa Luna)
- Cuentas pendientes en solitario (Villa Luna)
- Cuentas pendientes en pareja (Villa Playa)
- Cuentas pendientes en solitario (Villa Playa)

### Episodios

#### Programas
| Fecha      | Día       | Canal     | Características del programa | Audiencia         |
| ---------- | --------- | --------- | --- | ----------------- |
| 15/09/2021 | Miércoles | Telecinco | Reencuentros de los participantes (Parte 1)                                                                                        | 1 866 000 (16,3%) |
| 22/09/2021 | Miércoles | Telecinco | Entrada de Gonzalo, Stefany y Manuel / Círculo de fuego de Marina y Lucía / Hoguera de "los sufridores" (Parte 1)                  | 1 825 000 (15,6%) |
| 29/09/2021 | Miércoles | Telecinco | Hogueras de "los sufridores" (Parte 2) / Entrada Bela, Jesús y Cristian / Hoguera de confrontación de Fani y Christopher (Parte 1) | 2 073 000 (17,8%) |
| 06/10/2021 | Miércoles | Telecinco | Hoguera de confrontación de Fani y Cristopher (parte 2) / 2 "expulsión"                                                            | 1 965 000 (18,1%) |
| 13/10/2021 | Miércoles | Telecinco | Visionado de emergencia / hoguera de los "sufridores" / Marina y Alejandro entran en Villa Luna                                    | 2 065 000 (16,9%) |
| 20/10/2021 | Miércoles | Telecinco | Círculo de Fuego de Lester y Cristian, y de Christopher y Gonzalo. Hoguera de confrontación Lucía e Isaac (parte 1).               | 1 997 000 (16,9%) |
| 27/10/2021 | Miércoles | Telecinco | Hoguera de confrontación Lucía e Isaac (parte 2). Círculos de fuego definitivos de Lester, Alejandro, Christopher y Roberto.       | 1 864 000 (15,9%) |
| 03/11/2021 | Miércoles | Telecinco | Hogueras finales | 2 110 000 (18,4%) |

#### Debates
| Fecha      | Día   | Canal     | Círculo de Fuego inédito o Invitado                    | Audiencia         |
| ---------- | ----- | --------- | ------------------------------------------------------ | ----------------- |
| 20/09/2021 | Lunes | Cuatro    | Fani y Gonzalo                                         | 807 000 (10,0%)   |
| 27/09/2021 | Lunes | Cuatro    | Manuel e Isaac                                         | 1 008 000 (10,3%) |
| 04/10/2021 | Lunes | Cuatro    | Marta y Mayka / Fani en plató                          | 808 000 (9,1%)    |
| 11/10/2021 | Lunes | Cuatro    | Bela en plató                                          | 724 000 (7,7%)    |
| 18/10/2021 | Lunes | Cuatro    | Isaac en plató                                         | 700 000 (7,9%)    |
| 25/10/2021 | Lunes | Cuatro    | Cristian y Manuel en plató                             | 796 000 (8,8%)    |
| 01/11/2021 | Lunes | Cuatro    | Óscar y Roberto / Bela, Manuel, Lucía e Isaac en plató | 806 000 (9,4%)    |
| 08/11/2021 | Lunes | Telecinco | El debate final                                        | 1 429 000 (13,8%) |

## Temporada 4 (2021 - 2022)
- 10 de noviembre de 2021 - 25 de enero de 2022

El 26 de mayo de 2021, Mediaset anunció el inicio de la producción de la cuarta edición del programa, que de nuevo fue presentada por Sandra Barneda, se grabó en República Dominicana en verano de 2021, junto a la secuela La última tentación, y se emitió durante el invierno.
En cuanto a los participantes, Zoe y Josué se conocieron en Mujeres y hombres y viceversa y Alejandro Nieto participó en Gran Hermano VIP, mientras que entre los solteros se encontraba Miguel de Hoyos, extronista de Mujeres y hombres y viceversa. En esta edición contaron con Simone Coppola, tentador de la tercera edición.

### Participantes

#### Parejas
| Parejas         | Procedencia | Edad | Profesión                  | Tiempo juntos  | Decisión               | 6 meses después                                  |
| --------------- | ----------- | ---- | -------------------------- | -------------- | ---------------------- | ------------------------------------------------ |
| Alejandro Nieto | Cádiz       | 31   | Modelo, Míster España 2015 | 2 años         | Tania Medina / Solo    | Juntos                                           |
| Tania Medina    | Las Palmas  | 22   | Reportera y modelo         | 2 años         | Sola                   | Juntos                                           |
| Álvaro Boix     | Alicante    | 22   | Frutero                    | 4 años         | Solo                   | Separados                                        |
| Rosario Matew   | Alicante    | 21   | Estudiante de Moda         | 4 años         | Suso Olivares          | Separados                                        |
| Darío Sellés    | Alicante    | 22   | Hostelero                  | 1 año y medio  | Abandono / Solo        | Juntos                                           |
| Sandra Férriz   | Murcia      | 22   | Publicista y dependienta   | 1 año y medio  | Abandono / Sola        | Juntos                                           |
| Josué Bernal    | Málaga      | 26   | Modelo y deportista        | 6 meses        | Zoe Mba                | Juntos                                           |
| Zoe Mba         | Barcelona   | 22   | Influencer                 | 6 meses        | Josué Bernal           | Juntos                                           |
| Nico Craiu      | Castellón   | 22   | Futbolista                 | 2 años y medio | Solo                   | Separados / Nico empieza una relación con Miriam |
| Gal·la Mora     | Castellón   | 24   | Auxiliar dental            | 2 años y medio | Miguel de Hoyos / Sola | Separados / Nico empieza una relación con Miriam |

#### Solteros
| Soltero                  | Procedencia | Edad | Profesión                  | Información                        |
| ------------------------ | ----------- | ---- | -------------------------- | ---------------------------------- |
| Miguel de Hoyos          | Málaga      | 24   | Modelo e influencer        | Cita final - Rechaza a Gal·la      |
| Stiven Iniesta           | Murcia      | 28   | Técnico de control calidad | Cita final                         |
| Suso Olivares            | Las Palmas  | 26   | Entrenador personal        | Cita final - Sale con Rosario      |
| Simone Coppola           | Milán       | 26   | Participante de LIDLT 3    | Expulsado sin cita final           |
| Alberto Pareja           | Palma       | 26   | Futbolista                 | Expulsados sin hoguera de solteros |
| Alejandro Sánchez "Sevi" | Salamanca   | 29   | DJ                         | Expulsados sin hoguera de solteros |
| Rubo Blanco              | Valladolid  | 27   | Futbolista                 | Abandono                           |
| Álvaro Arenas            | Barcelona   | 25   | Modelo                     | Expulsados 2.ª ceremonia           |
| Sergio Beré              | Alicante    | 25   | Empresario                 | Expulsados 2.ª ceremonia           |
| Víctor González          | Atlanta     | 26   | Estudiante                 | Expulsados 1.ª ceremonia           |
| Iván Alcaraz             | Ibiza       | 29   | RRPP                       | Expulsados 1.ª ceremonia           |

#### Solteras
| Soltera           | Procedencia | Edad | Profesión                   | Información                        |
| ----------------- | ----------- | ---- | --------------------------- | ---------------------------------- |
| Miriam Herrero    | Barcelona   | 20   | Bailarina                   | Cita final                         |
| Sabela Rodríguez  | Pontevedra  | 20   | Dependienta                 | Cita final                         |
| Diriany Isabel    | Tenerife    | 27   | Camarera                    | Expulsadas sin cita final          |
| Jennifer Martínez | Valencia    | 23   | Opositora a Policía         | Expulsadas sin cita final          |
| Rosana Martínez   | Palma       | 24   | Técnica de radiodiagnóstico | Expulsadas sin cita final          |
| Claudia Canals    | Barcelona   | 25   | Comercial                   | Expulsadas sin hoguera de solteras |
| Vanessa Pesce     | Valencia    | 28   | Directora de Marketing      | Expulsadas sin hoguera de solteras |
| Carolina Moura    | Pontevedra  | 22   | Azafata de vuelo            | Expulsadas 2.ª ceremonia           |
| Sheyla Monjas     | Madrid      | 24   | Entrenadora de patinaje     | Expulsadas 2.ª ceremonia           |
| Carmen Domínguez  | Cádiz       | 30   | Fisioterapeuta              | Expulsadas 1.ª ceremonia           |
| Czarina Dandridge | Cádiz       | 18   | Modelo                      | Expulsadas 1.ª ceremonia           |

### Estadísticas semanales
|           | Ep. 1 | Ep. 2   | Ep. 3     | Ep. 3     | Ep. 4   | Ep. 5     | Ep. 6   | Ep. 7   | Ep. 8   | Ep. 9    | Ep. 10    |
| --------- | ----- | ------- | --------- | --------- | ------- | --------- | ------- | ------- | ------- | -------- | --------- |
| Miguel    | Entra | Cita    | Cita      | Cita      | Salvado | Cita      | Salvado | Salvado | Salvado | Salvado  | Finalista |
| Miriam    | Entra | Cita    | Cita      | Cita      | Salvada | Cita      | Salvada | Cita    | Salvada | Salvada  | Finalista |
| Sabela    | Entra | Salvada | Cita      | Cita      | Salvada | Cita      | Salvada | Salvada | Salvada | Salvada  | Finalista |
| Stiven    | Entra | Cita    | Cita      | Cita      | Salvado | Vetado    | Salvado | Salvado | Salvado | Salvado  | Finalista |
| Suso      | Entra | Cita    | Cita      | Cita      | Salvado | Cita      | Salvado | Salvado | Salvado | Salvado  | Finalista |
| Alberto   | Entra | Cita    | Salvado   | Salvado   | Salvado | Cita      | Salvado | Salvado | Salvado | Salvado  | Expulsado |
| Claudia   | Entra | Cita    | Cita      | Cita      | Salvada | Cita      | Salvada | Salvada | Salvada | Salvada  | Expulsada |
| Diriany   | Entra | Cita    | Salvada   | Salvada   | Salvada | Salvada   | Salvada | Salvada | Salvada | Salvada  | Expulsada |
| Jennifer  |       |         | Entra     | Entra     | Vetada  | Cita*     | Salvada | Salvada | Salvada | Salvada  | Expulsada |
| Rosana    | Entra | Cita    | Salvada   | Salvada   | Salvada | Salvada   | Salvada | Cita    | Salvada | Salvada  | Expulsada |
| Sevi      | Entra | Salvado | Salvado   | Salvado   | Salvado | Salvado   | Salvado | Salvado | Salvado | Salvado  | Expulsado |
| Simone    |       |         | Entra     | Cita      | Salvado | Cita      | Salvado | Salvado | Salvado | Salvado  | Expulsado |
| Vanessa   | Entra | Cita    | Cita      | Cita      | Salvada | Cita      | Salvada | Salvada | Salvada | Salvada  | Expulsada |
| Rubo      | Entra | Cita    | Cita      | Cita      | Salvado | Cita      | Salvado | Salvado | Salvado | Abandono |           |
| Álvaro A. | Entra | Salvado | Salvado   | Salvado   | Salvado | Expulsado |         |         |         |          |           |
| Carolina  | Entra | Salvada | Cita      | Cita      | Salvada | Expulsada |         |         |         |          |           |
| Sergio    | Entra | Salvado | Salvado   | Salvado   | Salvado | Expulsado |         |         |         |          |           |
| Sheyla    | Entra | Salvada | Salvada   | Salvada   | Salvada | Expulsada |         |         |         |          |           |
| Carmen    | Entra | Salvada | Expulsada | Expulsada |         |           |         |         |         |          |           |
| Czarina   | Entra | Salvada | Expulsada | Expulsada |         |           |         |         |         |          |           |
| Iván      | Entra | Salvado | Expulsado | Expulsado |         |           |         |         |         |          |           |
| Víctor    | Entra | Salvado | Expulsado | Expulsado |         |           |         |         |         |          |           |

(*) El veto de Jennifer fue anulado debido a que Zoe se saltó las normas. Y además Josué tuvo la cita con Jennifer sin posibilidad de elección.

### Citas, protegidos y elección final
|              | Ep. 1  | Ep. 2   | Ep. 3    | Ep. 4         | Ep. 5     | Ep. 6           | Ep. 7           | Ep. 7         | Ep. 8         | Ep. 9         | Ep. 9         | Ep. 10        | Ep. 11        | 6 meses después |
| Presentación | Cita   | Cita    | Hogueras | Cita          | Hogueras  | Cita / Hogueras | Cita / Hogueras | Hogueras      | Hogueras      | Hogueras      | Final         | Elección      | Estado        |                 |
| ------------ | ------ | ------- | -------- | ------------- | --------- | --------------- | --------------- | ------------- | ------------- | ------------- | ------------- | ------------- | ------------- | --------------- |
| Alejandro    | Entran | Vanessa | Carolina | No hubo citas | Claudia   | No hubo citas   | No hubo citas   | No hubo citas | No hubo citas | Jennifer      | Jennifer      | Sin cita      | Rechazado     | Tania           |
| Tania        | Entran | Stiven  | Stiven   | No hubo citas | Suso      | No hubo citas   | No hubo citas   | No hubo citas | No hubo citas | Stiven        | Stiven        | Stiven        | Sola          | Alejandro       |
| Álvaro B.    | Entran | Claudia | Sabela   | No hubo citas | Sabela    | No hubo citas   | No hubo citas   | No hubo citas | No hubo citas | Sabela        | Sabela        | Sabela        | Solo          | Solo            |
| Rosario      | Entran | Suso    | Suso     | No hubo citas | Simone    | No hubo citas   | No hubo citas   | No hubo citas | No hubo citas | Suso          | Suso          | Suso          | Suso          | Sola            |
| Josué        | Entran | Diriany | Claudia  | No hubo citas | Jennifer* | No hubo citas   | No hubo citas   | No hubo citas | No hubo citas | Diriany       | Diriany       | Sin cita      | Zoe           | Zoe             |
| Zoe          | Entran | Miguel  | Simone   | No hubo citas | Alberto   | No hubo citas   | No hubo citas   | No hubo citas | No hubo citas | Simone        | Simone        | Sin cita      | Josué         | Josué           |
| Nico         | Entran | Rosana  | Miriam   | No hubo citas | Miriam    | No hubo citas   | Miriam          | Rosana        | No hubo citas | Miriam        | Rosana        | Miriam        | Solo          | Miriam          |
| Gal·la       | Entran | Alberto | Miguel   | No hubo citas | Miguel    | No hubo citas   | No hubo citas   | No hubo citas | No hubo citas | Miguel        | Miguel        | Miguel        | Rechazada     | Sola            |
| Darío        | Entran | Miriam  | Vanessa  | No hubo citas | Vanessa   | No hubo citas   | No hubo citas   | No hubo citas | No hubo citas | Abandonó solo | Abandonó solo | Abandonó solo | Abandonó solo | Sandra          |
| Sandra       | Entran | Rubo    | Rubo     | No hubo citas | Rubo      | No hubo citas   | No hubo citas   | No hubo citas | No hubo citas | Abandonó sola | Abandonó sola | Abandonó sola | Abandonó sola | Darío           |

### Episodios

#### Programas
| Fecha      | Día       | Canal     | Características del programa | Audiencia         |
| ---------- | --------- | --------- | --- | ----------------- |
| 10/11/2021 | Miércoles | Telecinco | Presentación de los participantes | 1 930 000 (16,9%) |
| 17/11/2021 | Miércoles | Telecinco | Visionado de emergencia / Citas / Hoguera chicas (1.ª parte) | 1 856 000 (15,9%) |
| 24/11/2021 | Miércoles | Telecinco | Hoguera chicas (2.ª parte) / Hogueras Chicos / Expulsión de Carmen, Czarina, Iván y Víctor / Entrada de Jennifer y Simone / Citas                                                                                          | 1 869 000 (15,4%) |
| 01/12/2021 | Miércoles | Telecinco | Hoguera chicas / Hoguera chicos (1.ª parte) | 2 065 000 (16,6%) |
| 08/12/2021 | Miércoles | Telecinco | Hoguera chicos (2.ª parte) / Hoguera de Confrontación de Nico y Gal·la / Expulsión de Álvaro A., Carolina, Sergio y Sheyla / Citas                                                                                         | 1 954 000 (15,7%) |
| 15/12/2021 | Miércoles | Telecinco | Hogueras chicas / Hogueras chicos (1.ª parte) | 1 919 000 (15,8%) |
| 22/12/2021 | Miércoles | Telecinco | Hogueras chicos (2.ª parte) / Visionado de emergencia / Cita doble de Nico con Miriam y Rosana / Espejo Alejandro y Tania / Hogueras chicos / Hoguera de Confrontación de Álvaro B. y Charo (madre de Rosario) (1.ª parte) | 1 864 000 (15,5%) |
| 29/12/2021 | Miércoles | Telecinco | Hoguera de Confrontación de Álvaro B. y Charo (madre de Rosario) (2.ª parte) / Hogueras chicas / Visionado de emergencia / Hoguera de Confrontación de Darío y Sandra (1.ª parte)                                          | 1 873 000 (15,0%) |
| 04/01/2022 | Martes    | Telecinco | Hoguera de Confrontación de Darío y Sandra (2.ª parte) / Abandono de Darío y Sandra / Lectura de cartas / Hoguera de las solteras / Hoguera de los solteros (1.ª parte)                                                    | 1 976 000 (15,6%) |
| 11/01/2022 | Martes    | Telecinco | Hoguera de los solteros (2.ª parte) / Citas 24 horas / Expulsión de Alberto, Claudia, Diriany, Jenny, Rosana, Sevi, Simone y Vanessa                                                                                       | 1 836 000 (15,3%) |
| 12/01/2022 | Miércoles | Telecinco | Hogueras finales | 2 205 000 (16,9%) |
| 18/01/2022 | Martes    | Telecinco | Reencuentro de las parejas 6 meses después de la experiencia | 2 140 000 (17,4%) |

#### Debates
| Fecha      | Día    | Canal     | Audiencia         |
| ---------- | ------ | --------- | ----------------- |
| 15/11/2021 | Lunes  | Telecinco | 1 140 000 (11,1%) |
| 22/11/2021 | Lunes  | Telecinco | 1 053 000 (9,9%)  |
| 29/11/2021 | Lunes  | Telecinco | 1 199 000 (10,8%) |
| 06/12/2021 | Lunes  | Cuatro    | 942 000 (10,0%)   |
| 13/12/2021 | Lunes  | Cuatro    | 1 056 000 (12,0%) |
| 20/12/2021 | Lunes  | Cuatro    | 759 000 (8,6%)    |
| 27/12/2021 | Lunes  | Cuatro    | 779 000 (7,9%)    |
| 03/01/2022 | Lunes  | Telecinco | 1 405 000 (12,9%) |
| 10/01/2022 | Lunes  | Telecinco | 1 243 000 (11,6%) |
| 17/01/2022 | Lunes  | Telecinco | 1 374 000 (13,3%) |
| 24/01/2022 | Lunes  | Telecinco | 1 356 000 (12,9%) |
| 25/01/2022 | Martes | Telecinco | 1 604 000 (15,4%) |

## Temporada 5 (2022)
- 21 de septiembre de 2022 - 1 de enero de 2023

En la final de la cuarta edición, Mediaset anunció el inicio de la producción de la quinta edición del programa, que de nuevo será presentada por Sandra Barneda, se grabó en República Dominicana en verano de 2022.

### Participantes

#### Parejas
| Parejas          | Procedencia | Edad | Profesión                    | Tiempo juntos  | Decisión                 | 3 meses después                                                   |
| ---------------- | ----------- | ---- | ---------------------------- | -------------- | ------------------------ | ----------------------------------------------------------------- |
| Andreu Martorell | Mallorca    | 27   | Cantautor                    | 2 años y medio | Paola Monzani            | Juntos                                                            |
| Paola Monzani    | Mallorca    | 25   | Abogada                      | 2 años y medio | Andreu Martorell         | Juntos                                                            |
| Cristian López   | Murcia      | 29   | Obrero                       | 3 años         | Ana Nicolás / Solo       | Separados / Cristian inicia una relación con María de los Ángeles |
| Ana Nicolás      | Murcia      | 23   | Dependienta                  | 3 años         | Sola                     | Separados / Cristian inicia una relación con María de los Ángeles |
| Javi Redondo     | Barcelona   | 28   | Jugador profesional de pádel | 1 año y medio  | Claudia Martínez         | Separados                                                         |
| Claudia Martínez | Barcelona   | 25   | Influencer                   | 1 año y medio  | Javi Redondo             | Separados                                                         |
| Manuel Úbeda     | Alicante    | 32   | Herrero                      | 8 meses        | Expulsado / Sara García  | Separados / Manuel inicia una relación con Carmen                 |
| Sara García      | Alicante    | 23   | Dependienta                  | 8 meses        | Expulsada / Manuel Úbeda | Separados / Manuel inicia una relación con Carmen                 |
| Mario González   | Madrid      | 28   | Empresario                   | 1 año y medio  | Solo                     | Separados                                                         |
| Laura Casabela   | Alicante    | 27   | Fotógrafa                    | 1 año y medio  | Mario González / Sola    | Separados                                                         |
| Samuel Chávez    | Tenerife    | 24   | Cajero                       | 2 años y medio | Tania Deniz / Solo       | Separados                                                         |
| Tania Déniz      | Tenerife    | 21   | Modelo                       | 2 años y medio | Sola                     | Separados                                                         |

#### Solteros
| Soltero           | Procedencia | Edad | Profesión               | Información                        |
| ----------------- | ----------- | ---- | ----------------------- | ---------------------------------- |
| Álvaro Boix       | Alicante    | 23   | Participante de LIDLT 4 | Cita final                         |
| Hugo Paz          | Cádiz       | 29   | Modelo e influencer     | Cita final                         |
| Aitor López       | Madrid      | 30   | Comercial               | Expulsados sin cita final          |
| Adrián Ramírez    | Sevilla     | 25   | Agente inmobiliario     | Expulsados sin cita final          |
| Vladimir Giráldez | Sevilla     | 23   | Opositor a bombero      | Expulsados sin cita final          |
| Álvaro Llorens    | Valencia    | 31   | Entrenador personal     | Expulsados sin hoguera de solteros |
| León Rodríguez    | Valencia    | 24   | Licenciado en Marketing | Expulsados sin hoguera de solteros |
| Brian Pulgarín    | Barcelona   | 25   | Supervisor de logística | Expulsado 2.ª ceremonia            |
| Edgar Pulgarín    | Barcelona   | 25   | Operario logístico      | Expulsados 1.ª ceremonia           |
| Edward Aponza     | Murcia      | 25   | Electromecánico         | Expulsados 1.ª ceremonia           |
| Isay Donate       | Tenerife    | 26   | Entrenador personal     | Expulsados 1.ª ceremonia           |

#### Solteras
| Soltera                    | Procedencia | Edad | Profesión                     | Información               |
| -------------------------- | ----------- | ---- | ----------------------------- | ------------------------- |
| Elena Vázquez              | Málaga      | 21   | Entrenadora personal          | Cita final                |
| María de los Ángeles Ramos | Málaga      | 23   | Comunicadora social           | Cita final                |
| Valeria Ardila             | Valencia    | 20   | RRPP                          | Cita final                |
| Carmen Saavedra            | Granada     | 26   | Empresaria                    | Expulsadas sin cita final |
| Cristina Segura            | Granada     | 26   | Opositora a profesora         | Expulsadas sin cita final |
| Jessica Pires              | Tenerife    | 30   | Influencer                    | Expulsadas sin cita final |
| Mona Grande                | Barcelona   | 34   | Auxiliar de medicina estética | Expulsadas sin cita final |
| Sofía Perona               | Castellón   | 23   | Influencer                    | Expulsadas sin cita final |
| Yuleima Sosa               | Las Palmas  | 22   | Estudiante de Turismo         | Expulsada 2.ª ceremonia   |
| Irene Rodríguez            | Sevilla     | 22   | Azafata de eventos            | Expulsadas 1.ª ceremonia  |
| Maxi Marie Probst          | Las Palmas  | 22   | Modelo internacional          | Expulsadas 1.ª ceremonia  |

Nota (*): Solteras favoritas de los chicos que acudieron a las hogueras de las chicas del noveno programa.

### Estadísticas semanales
|           | Ep. 1 | Ep. 2   | Ep. 3     | Ep. 4   | Ep. 5   | Ep. 6   | Ep. 7   | Ep. 8     | Ep. 9     | Ep. 10  | Ep. 11  | Ep. 12  | Ep. 13    |
| --------- | ----- | ------- | --------- | ------- | ------- | ------- | ------- | --------- | --------- | ------- | ------- | ------- | --------- |
| Álvaro B. |       |         | Entra     | Cita    | Salvado | Salvado | Citas   | Salvado   | Destierro | Salvado | Salvado | Salvado | Finalista |
| Elena     | Entra | Cita    | Salvada   | Cita    | Salvada | Salvada | Cita    | Salvada   | Salvada   | Salvada | Salvada | Salvada | Finalista |
| Hugo      |       | Entra   | Salvado   | Cita    | Salvado | Salvado | Cita    | Vetado    | Salvado   | Salvado | Salvado | Salvado | Finalista |
| Ángeles   | Entra | Cita    | Salvada   | Salvada | Salvada | Salvada | Cita    | Salvada   | Salvada   | Salvada | Salvada | Salvada | Finalista |
| Valeria   | Entra | Cita    | Salvada   | Cita    | Salvada | Salvada | Salvada | Salvada   | Salvada   | Salvada | Salvada | Salvada | Finalista |
| Adrián    | Entra | Cita    | Salvado   | Cita    | Salvado | Salvado | Cita    | Salvado   | Salvado   | Salvado | Salvado | Salvado | Expulsado |
| Aitor     | Entra | Cita    | Salvado   | Salvado | Salvado | Salvado | Salvado | Salvado   | Salvado   | Salvado | Salvado | Salvado | Expulsado |
| Álvaro L. | Entra | Cita    | Salvado   | Cita    | Salvado | Salvado | Salvado | Salvado   | Salvado   | Salvado | Salvado | Salvado | Expulsado |
| Carmen    |       | Entra   | Salvada   | Salvada | Salvada | Salvada | Cita    | Salvada   | Salvada   | Salvada | Salvada | Salvada | Expulsada |
| Cristina  | Entra | Cita    | Salvada   | Cita    | Salvada | Salvada | Cita    | Vetada    | Salvada   | Salvada | Salvada | Salvada | Expulsada |
| Jessica   | Entra | Salvada | Salvada   | Cita    | Salvada | Salvada | Salvada | Salvada   | Salvada   | Salvada | Salvada | Salvada | Expulsada |
| León      | Entra | Cita    | Salvado   | Salvado | Salvado | Salvado | Salvado | Salvado   | Salvado   | Salvado | Salvado | Salvado | Expulsado |
| Mona      | Entra | Cita    | Salvada   | Salvada | Salvada | Salvada | Salvada | Salvada   | Salvada   | Salvada | Salvada | Salvada | Expulsada |
| Sofía     | Entra | Salvada | Salvada   | Cita    | Salvada | Salvada | Cita    | Salvada   | Salvada   | Salvada | Salvada | Salvada | Expulsada |
| Vladi     | Entra | Cita    | Salvado   | Cita    | Salvado | Salvado | Cita    | Salvado   | Salvado   | Salvado | Salvado | Salvado | Expulsado |
| Brian     | Entra | Salvado | Salvado   | Salvado | Salvado | Salvado | Salvado | Expulsado |           |         |         |         |           |
| Yuleima   | Entra | Salvada | Salvada   | Salvada | Salvada | Salvada | Salvada | Expulsada |           |         |         |         |           |
| Edgar     | Entra | Salvado | Expulsado |         |         |         |         |           |           |         |         |         |           |
| Edward    | Entra | Salvado | Expulsado |         |         |         |         |           |           |         |         |         |           |
| Irene     | Entra | Salvada | Expulsada |         |         |         |         |           |           |         |         |         |           |
| Isay      | Entra | Salvado | Expulsado |         |         |         |         |           |           |         |         |         |           |
| Maxi      | Entra | Salvada | Expulsada |         |         |         |         |           |           |         |         |         |           |

### Citas, protegidos y elección final
|              | Ep. 1  | Ep. 2     | Ep. 3         | Ep. 4     | Ep. 5                | Ep. 6                | Ep. 7                | Ep. 8                | Ep. 9                | Ep. 10               | Ep. 11               | Ep. 12               | Ep. 13               | Ep. 14               | 3 meses después |
| Presentación | Cita   | Hogueras  | Cita          | Hogueras  | Hogueras             | Cita                 | Hogueras             | Hogueras             | Hogueras             | Hogueras             | Hogueras             | Final                | Elección             | Estado               |                 |
| ------------ | ------ | --------- | ------------- | --------- | -------------------- | -------------------- | -------------------- | -------------------- | -------------------- | -------------------- | -------------------- | -------------------- | -------------------- | -------------------- | --------------- |
| Andreu       | Entran | Cristina  | No hubo citas | Cristina  | No hubo citas        | No hubo citas        | Cristina             | No hubo citas        | No hubo citas        | No hubo citas        | No hubo citas        | Cristina             | Sin cita             | Paola                | Paola           |
| Paola        | Entran | León      | No hubo citas | Vladimir  | No hubo citas        | No hubo citas        | Vladimir             | No hubo citas        | No hubo citas        | No hubo citas        | No hubo citas        | Aitor                | Sin cita             | Andreu               | Andreu          |
| Cristian     |        |           |               | Entran    | No hubo citas        | No hubo citas        | Ángeles              | No hubo citas        | No hubo citas        | No hubo citas        | No hubo citas        | Ángeles              | Ángeles              | Rechazado            | Ángeles         |
| Ana          |        |           |               | Entran    | No hubo citas        | No hubo citas        | Álvaro B.            | No hubo citas        | No hubo citas        | No hubo citas        | No hubo citas        | Vladimir             | Sin cita             | Sola                 | Sola            |
| Javi         | Entran | Valeria   | No hubo citas | Sofía     | No hubo citas        | No hubo citas        | Sofía                | No hubo citas        | No hubo citas        | No hubo citas        | No hubo citas        | Carmen               | Sin cita             | Claudia              | Solo            |
| Claudia      | Entran | Aitor     | No hubo citas | Álvaro B. | No hubo citas        | No hubo citas        | Álvaro B.            | No hubo citas        | Destierro            | No hubo citas        | No hubo citas        | Álvaro B.            | Álvaro B.            | Javi                 | Sola            |
| Mario        | Entran | Mona      | No hubo citas | Valeria   | No hubo citas        | No hubo citas        | Carmen               | No hubo citas        | No hubo citas        | No hubo citas        | No hubo citas        | Valeria              | Valeria              | Solo                 | Solo            |
| Laura        | Entran | Adrián    | No hubo citas | Adrián    | No hubo citas        | No hubo citas        | Adrián               | No hubo citas        | No hubo citas        | No hubo citas        | No hubo citas        | Adrián               | Sin cita             | Rechazada            | Sola            |
| Samuel       | Entran | Elena     | No hubo citas | Elena     | No hubo citas        | No hubo citas        | Elena                | No hubo citas        | No hubo citas        | No hubo citas        | No hubo citas        | Elena                | Elena                | Rechazado            | Solo            |
| Tania        | Entran | Álvaro L. | No hubo citas | Hugo      | No hubo citas        | No hubo citas        | Hugo                 | No hubo citas        | No hubo citas        | No hubo citas        | No hubo citas        | Hugo                 | Hugo                 | Sola                 | Sola            |
| Manuel       | Entran | Ángeles   | No hubo citas | Jessica   | Expulsado con Sara   | Expulsado con Sara   | Expulsado con Sara   | Expulsado con Sara   | Expulsado con Sara   | Expulsado con Sara   | Expulsado con Sara   | Expulsado con Sara   | Expulsado con Sara   | Expulsado con Sara   | Carmen          |
| Sara         | Entran | Vladimir  | No hubo citas | Álvaro L. | Expulsada con Manuel | Expulsada con Manuel | Expulsada con Manuel | Expulsada con Manuel | Expulsada con Manuel | Expulsada con Manuel | Expulsada con Manuel | Expulsada con Manuel | Expulsada con Manuel | Expulsada con Manuel | Sola            |

### Episodios

#### Programas
| Fecha      | Día       | Canal     | Características del programa                                                                                              | Audiencia         |
| ---------- | --------- | --------- | --- | ----------------- |
| 21/09/2022 | Miércoles | Telecinco | Presentación de los participantes                                                                                         | 1 613 000 (20,5%) |
| 28/09/2022 | Miércoles | Telecinco | Citas / Visionado de emergencia / Entrada de Carmen y Hugo / Hoguera chicos (1.ª parte)                                   | 1 364 000 (16,8%) |
| 06/10/2022 | Jueves    | Telecinco | Hoguera chicos (2.ª parte) / Hoguera chicas / Expulsión de Edgar, Edward, Irene, Isay y Maxi / Entrada de Álvaro B.       | 1 405 000 (16,0%) |
| 13/10/2022 | Jueves    | Telecinco | Citas / Hoguera chicas (1.ª parte) / Entrada de Ana y Cristian                                                            | 1 449 000 (15,6%) |
| 20/10/2022 | Jueves    | Telecinco | Hoguera chicas (2.ª p.) y chicos / Expulsión y hoguera final Manuel y Sara / Hoguera confrontación Laura y Mario (1.ª p.) | 1 472 000 (16,5%) |
| 27/10/2022 | Jueves    | Telecinco | Hoguera de confrontación de Laura y Mario (2.ª parte) / Visionado de emergencia                                           | 1 421 000 (12,3%) |
| 03/11/2022 | Jueves    | Telecinco | Citas / Visionado de emergencia / Hoguera chicas / Hoguera chicos (1.ª parte)                                             | 1 539 000 (13,7%) |
| 10/11/2022 | Jueves    | Telecinco | Hoguera chicos (2.ª parte) / Expulsión de Brian y Yuleima / Espejo de Andreu y Paola                                      | 1 342 000 (13,0%) |
| 17/11/2022 | Jueves    | Telecinco | Destierro de Álvaro B. y Claudia / Hoguera chicos / Hoguera chicas (1.ª parte)                                            | 1 276 000 (12,6%) |
| 24/11/2022 | Jueves    | Telecinco | Hoguera chicas (2.ª parte) / Lectura de cartas / Hoguera de emergencia de Cristian y Ana                                  | 1 489 000 (13,0%) |
| 01/12/2022 | Jueves    | Telecinco | Visionado de Javi a Claudia / Hoguera chicas                                                                              | 1 348 000 (12,1%) |
| 08/12/2022 | Jueves    | Telecinco | Hoguera chicos / Hoguera de las solteras                                                                                  | 1 572 000 (13,7%) |
| 15/12/2022 | Jueves    | Telecinco | Hoguera de los solteros / Citas finales / Hogueras finales (1.ª parte)                                                    | 1 487 000 (13,4%) |
| 22/12/2022 | Jueves    | Telecinco | Hogueras finales (2.ª parte)                                                                                              | 1 632 000 (14,8%) |
| 26/12/2022 | Lunes     | Telecinco | Reencuentro de las parejas 3 meses después                                                                                | 1 670 000 (11,4%) |
| 27/12/2022 | Martes    | Telecinco | Reencuentro de las parejas 3 meses después                                                                                | 1 795 000 (12,7%) |
| 28/12/2022 | Miércoles | Telecinco | Reencuentro de las parejas 3 meses después                                                                                | 1 762 000 (12,4%) |

#### Debates
| Fecha      | Día     | Canal     | Audiencia         |
| ---------- | ------- | --------- | ----------------- |
| 26/09/2022 | Lunes   | Cuatro    | 499 000 (5,7%)    |
| 03/10/2022 | Lunes   | Cuatro    | 506 000 (6,1%)    |
| 10/10/2022 | Lunes   | Cuatro    | 430 000 (4,9%)    |
| 17/10/2022 | Lunes   | Cuatro    | 396 000 (4,6%)    |
| 24/10/2022 | Lunes   | Cuatro    | 513 000 (6,0%)    |
| 31/10/2022 | Lunes   | Cuatro    | 327 000 (3,8%)    |
| 07/11/2022 | Lunes   | Cuatro    | 438 000 (5,1%)    |
| 14/11/2022 | Lunes   | Cuatro    | 420 000 (4,8%)    |
| 21/11/2022 | Lunes   | Cuatro    | 519 000 (6,0%)    |
| 28/11/2022 | Lunes   | Cuatro    | 527 000 (6,3%)    |
| 05/12/2022 | Lunes   | Cuatro    | 554 000 (6,4%)    |
| 13/12/2022 | Martes  | Cuatro    | 517 000 (6,2%)    |
| 20/12/2022 | Martes  | Cuatro    | 548 000 (6,5%)    |
| 29/12/2022 | Jueves  | Telecinco | 1 290 000 (13,3%) |
| 01/01/2023 | Domingo | Telecinco | 1 070 000 (10,9%) |

## Temporada 6 (2023)
- 23 de enero de 2023 - 8 de mayo de 2023

Tras el final de la quinta edición, Mediaset anunció el estreno de la sexta edición del programa, que de nuevo estuvo presentada por Sandra Barneda y se grabó en República Dominicana en verano de 2022.

### Participantes

#### Parejas
| Parejas         | Procedencia | Edad | Profesión                     | Tiempo juntos  | Decisión                 | 6 meses después                                                   |
| --------------- | ----------- | ---- | ----------------------------- | -------------- | ------------------------ | ----------------------------------------------------------------- |
| Adrián Blanch   | Valencia    | 32   | Empresario                    | 2 años y medio | Naomi Asensi / Solo      | Juntos                                                            |
| Naomi Asensi    | Valencia    | 27   | Dependienta                   | 2 años y medio | Sola                     | Juntos                                                            |
| Alejandro Pérez | Madrid      | 29   | Modelo, Mister Madrid 2021    | 9 meses        | Solo                     | Separados / Laura inicia una relación con Saúl                    |
| Laura Boado     | La Coruña   | 23   | Modelo, Miss Galicia 2021     | 9 meses        | Sola                     | Separados / Laura inicia una relación con Saúl                    |
| Álex Sánchez    | Madrid      | 23   | Comercial                     | 1 año          | Yaiza Tejero             | Juntos / En el mismo reencuentro finaliza su relación / Separados |
| Marina López    | Madrid      | 24   | Auxiliar de medicina estética | 1 año          | Sola                     | Juntos / En el mismo reencuentro finaliza su relación / Separados |
| David Vaquero   | Albacete    | 21   | Opositor a Policía            | 2 años         | Abandono / María Aguilar | Separados / David continúa conociendo a María                     |
| Elena Adsuara   | Castellón   | 23   | Educadora infantil            | 2 años         | Abandono / Sola          | Separados / David continúa conociendo a María                     |
| Manuel Villena  | Alicante    | 22   | Futbolista profesional        | 2 años y medio | Lydia Pérez              | Juntos                                                            |
| Lydia Pérez     | Alicante    | 22   | Community manager             | 2 años y medio | Manuel Villena           | Juntos                                                            |

#### Solteros
| Soltero             | Procedencia | Edad | Profesión               | Información                        |
| ------------------- | ----------- | ---- | ----------------------- | ---------------------------------- |
| Manuel Napoli       | Milán       | 29   | Pizzero                 | Cita final                         |
| Saúl Pina           | Zaragoza    | 27   | Profesor de primaria    | Cita final                         |
| Miguel Guerrero     | Málaga      | 28   | Futbolista              | Expulsados sin cita final          |
| Miguel de Hoyos     | Málaga      | 25   | Participante de LIDLT 4 | Expulsados sin cita final          |
| Fran García         | Madrid      | 33   | Asesor financiero       | Expulsados sin hoguera de solteros |
| Rhayang Itajahy     | Barcelona   | 31   | Modelo                  | Expulsados sin hoguera de solteros |
| Samuel Matabuena    | Soria       | 28   | Deportista              | Expulsados sin hoguera de solteros |
| Manu Mourenza       | Las Palmas  | 24   | Militar                 | Abandono                           |
| Yuismel Guerra      | Madrid      | 29   | Bailarín                | Expulsado por entrada de Miguel H. |
| Cristian Velasco    | Madrid      | 30   | Barbero                 | Expulsados 1.ª ceremonia           |
| Riccardo Campagnaro | Ibiza       | 29   | Informático             | Expulsados 1.ª ceremonia           |

#### Solteras
| Soltera             | Procedencia | Edad | Profesión                   | Información                        |
| ------------------- | ----------- | ---- | --------------------------- | ---------------------------------- |
| Keyla Suárez        | Las Palmas  | 22   | Modelo                      | Cita final                         |
| Yaiza Tejero        | Málaga      | 22   | Tatuadora                   | Cita final                         |
| Irene Corona        | Madrid      | 28   | Licenciada en Marketing     | Expulsadas sin cita final          |
| Miriam Herrero      | Barcelona   | 21   | Participante de LIDLT 4     | Expulsadas sin cita final          |
| Belén López "India" | Castellón   | 27   | Modelo, Miss Paraguay 2021  | Expulsadas sin hoguera de solteras |
| Jenny Gallego       | Madrid      | 25   | RRPP                        | Expulsadas sin hoguera de solteras |
| Vicky Díaz          | Sevilla     | 26   | Maquilladora                | Expulsadas sin hoguera de solteras |
| María Aguilar       | Málaga      | 22   | Estudiante de Derecho       | Abandona con David                 |
| Aldana Alonso       | Madrid      | 24   | Ingeniera de comunicaciones | Expulsadas 1.ª ceremonia           |
| Victoria Acosta     | Sevilla     | 28   | Comercial                   | Expulsadas 1.ª ceremonia           |

### Estadísticas semanales
|           | Ep. 1 | Ep. 2   | Ep. 3   | Ep. 4     | Ep. 5     | Ep. 5     | Ep. 6   | Ep. 7   | Ep. 8   | Ep. 9    | Ep. 10   | Ep. 11  | Ep. 12    |
| --------- | ----- | ------- | ------- | --------- | --------- | --------- | ------- | ------- | ------- | -------- | -------- | ------- | --------- |
| Keyla     | Entra | Salvada | Salvada | Cita      | Cita      | Cita      | Salvada | Salvada | Salvada | Salvada  | Salvada  | Salvada | Finalista |
| Napoli    | Entra | Salvado | Salvado | Cita      | Cita      | Cita      | Salvado | Salvado | Salvado | Salvado  | Salvado  | Salvado | Finalista |
| Saúl      |       | Entra   | Salvado | Cita      | Cita      | Cita      | Salvado | Salvado | Salvado | Salvado  | Salvado  | Salvado | Finalista |
| Yaiza     | Entra | Cita    | Salvada | Cita      | Cita      | Cita      | Salvada | Salvada | Salvada | Salvada  | Salvada  | Salvada | Finalista |
| Fran      | Entra | Cita    | Salvado | Salvado   | Salvado   | Salvado   | Salvado | Salvado | Salvado | Salvado  | Salvado  | Salvado | Expulsado |
| India     | Entra | Cita    | Salvada | Salvada   | Salvada   | Salvada   | Salvada | Salvada | Salvada | Salvada  | Salvada  | Salvada | Expulsada |
| Irene     | Entra | Cita    | Salvada | Cita      | Cita      | Cita      | Salvada | Salvada | Salvada | Salvada  | Salvada  | Salvada | Expulsada |
| Jenny     | Entra | Cita    | Salvada | Salvada   | Salvada   | Salvada   | Salvada | Salvada | Salvada | Salvada  | Salvada  | Salvada | Expulsada |
| Miguel G. | Entra | Cita    | Salvado | Cita      | Vetado    | Vetado    | Salvado | Salvado | Salvado | Salvado  | Salvado  | Salvado | Expulsado |
| Miguel H. |       |         |         |           | Entra     | Cita      | Salvado | Salvado | Salvado | Salvado  | Salvado  | Salvado | Expulsado |
| Miriam    |       | Entra   | Salvada | Cita      | Cita      | Cita      | Salvada | Salvada | Salvada | Salvada  | Salvada  | Salvada | Expulsada |
| Rhayang   | Entra | Salvado | Salvado | Salvado   | Salvado   | Salvado   | Salvado | Salvado | Salvado | Salvado  | Salvado  | Salvado | Expulsado |
| Samuel    | Entra | Cita    | Salvado | Cita      | Salvado   | Salvado   | Salvado | Salvado | Salvado | Salvado  | Salvado  | Salvado | Expulsado |
| Vicky     | Entra | Salvada | Salvada | Salvada   | Cita      | Cita      | Salvada | Salvada | Salvada | Salvada  | Salvada  | Salvada | Expulsada |
| Manu      | Entra | Cita    | Salvado | Cita      | Cita      | Cita      | Salvado | Salvado | Salvado | Salvado  | Abandono |         |           |
| María     | Entra | Cita    | Salvada | Cita      | Vetada    | Vetada    | Salvada | Salvada | Salvada | Abandono |          |         |           |
| Yuismel   | Entra | Salvado | Salvado | Salvado   | Expulsado | Expulsado |         |         |         |          |          |         |           |
| Aldana    | Entra | Salvada | Salvada | Expulsada |           |           |         |         |         |          |          |         |           |
| Cristian  | Entra | Cita    | Salvado | Expulsado |           |           |         |         |         |          |          |         |           |
| Riccardo  | Entra | Salvado | Salvado | Expulsado |           |           |         |         |         |          |          |         |           |
| Victoria  | Entra | Salvada | Salvada | Expulsada |           |           |         |         |         |          |          |         |           |

### Citas, protegidos y elección final
|              | Ep. 1  | Ep. 2     | Ep. 3         | Ep. 4     | Ep. 5     | Ep. 6         | Ep. 7         | Ep. 8         | Ep 9               | Ep. 10             | Ep. 11             | Ep. 12             | Ep. 13             | 6 meses después | 6 meses después |
| Presentación | Cita   | Hogueras  | Cita          | Cita      | Hogueras  | Hogueras      | Hogueras      | Hogueras      | Hogueras           | Hogueras           | Final              | Elección           | Estado             | Estado          |                 |
| ------------ | ------ | --------- | ------------- | --------- | --------- | ------------- | ------------- | ------------- | ------------------ | ------------------ | ------------------ | ------------------ | ------------------ | --------------- | --------------- |
| Adrián       | Entran | Jenny     | No hubo citas | Keyla     | Keyla     | No hubo citas | No hubo citas | No hubo citas | No hubo citas      | No hubo citas      | Keyla              | Keyla              | Rechazado          | Naomi           | Naomi           |
| Naomi        | Entran | Cristian  | No hubo citas | Napoli    | Napoli    | No hubo citas | No hubo citas | No hubo citas | No hubo citas      | No hubo citas      | Napoli             | Napoli             | Sola               | Adrián          | Adrián          |
| Alejandro    | Entran | Irene     | No hubo citas | Irene     | Irene     | No hubo citas | No hubo citas | No hubo citas | No hubo citas      | No hubo citas      | Irene              | Sin cita           | Solo               | Solo            | Solo            |
| Laura        | Entran | Fran      | No hubo citas | Saúl      | Saúl      | No hubo citas | No hubo citas | No hubo citas | No hubo citas      | No hubo citas      | Saúl               | Saúl               | Sola               | Saúl            | Saúl            |
| Álex         | Entran | Yaiza     | No hubo citas | Yaiza     | Yaiza     | No hubo citas | No hubo citas | No hubo citas | No hubo citas      | No hubo citas      | Yaiza              | Yaiza              | Yaiza              | Marina          | Solo            |
| Marina       | Entran | Manu      | No hubo citas | Manu      | Manu      | No hubo citas | No hubo citas | No hubo citas | No hubo citas      | No hubo citas      | Miguel H.          | Sin cita           | Sola               | Álex            | Sola            |
| Manuel       | Entran | India     | No hubo citas | Miriam    | Miriam    | No hubo citas | No hubo citas | No hubo citas | No hubo citas      | No hubo citas      | Miriam             | Sin cita           | Lydia              | Lydia           | Lydia           |
| Lydia        | Entran | Miguel G. | No hubo citas | Miguel G. | Miguel H. | No hubo citas | No hubo citas | No hubo citas | No hubo citas      | No hubo citas      | Miguel G.          | Sin cita           | Manuel             | Manuel          | Manuel          |
| David        | Entran | María     | No hubo citas | María     | Vicky     | No hubo citas | No hubo citas | No hubo citas | Abandonó con María | Abandonó con María | Abandonó con María | Abandonó con María | Abandonó con María | María           | María           |
| Elena        | Entran | Samuel    | No hubo citas | Samuel    | Sin cita  | No hubo citas | No hubo citas | No hubo citas | Abandonó sola      | Abandonó sola      | Abandonó sola      | Abandonó sola      | Abandonó sola      | Sola            | Sola            |

### Episodios

#### Programas
| Fecha      | Día   | Canal     | Características del programa                                                                                              | Audiencia         |
| ---------- | ----- | --------- | --- | ----------------- |
| 23/01/2023 | Lunes | Telecinco | Presentación de los participantes / Visionado tablet chicas                                                               | 1 583 000 (14,3%) |
| 30/01/2023 | Lunes | Telecinco | Entrada de Miriam y Saúl / Citas / Visionado de emergencia / Hoguera chicas (1.ª parte)                                   | 1 596 000 (13,8%) |
| 06/02/2023 | Lunes | Telecinco | Hoguera chicas (2.ª parte) / Hogueras chicos                                                                              | 1 551 000 (13,1%) |
| 13/02/2023 | Lunes | Telecinco | Expulsión de Aldana, Cristian, Riccardo y Victoria / Citas / Hogueras chicos / Hogueras chicas (1.ª parte)                | 1 718 000 (14,3%) |
| 20/02/2023 | Lunes | Telecinco | Hogueras chicas (2.ª parte) / Expulsión de Yuismel / Entrada de Miguel de Hoyos / Citas                                   | 1 543 000 (13,2%) |
| 27/02/2023 | Lunes | Telecinco | Hogueras chicas / Hogueras chicos                                                                                         | 1 593 000 (13,2%) |
| 06/03/2023 | Lunes | Telecinco | Hoguera de Confrontación de David y Silvia (madre de Elena) / Espejo de Manuel y Lydia                                    | 1 551 000 (13,4%) |
| 13/03/2023 | Lunes | Telecinco | Hogueras chicas / Hogueras chicos (1.ª parte)                                                                             | 1 466 000 (12,9%) |
| 20/03/2023 | Lunes | Telecinco | Hogueras chicos (2.ª parte) / Visionado de despedidas antes de la experiencia / Hoguera de Confrontación de Elena y David | 1 695 000 (14,8%) |
| 27/03/2023 | Lunes | Telecinco | Visionado de Naomi a Adrián / Hoguera de excepción chicos                                                                 | 1 451 000 (12,2%) |
| 03/04/2023 | Lunes | Telecinco | Hoguera de excepción chicas / Hoguera de los solteros / Hoguera de las solteras (1.ª parte)                               | 1 391 000 (11,8%) |
| 10/04/2023 | Lunes | Telecinco | Hoguera de las solteras (2.ª parte) / Citas finales                                                                       | 1 532 000 (13,3%) |
| 17/04/2023 | Lunes | Telecinco | Hogueras finales (decisión)                                                                                               | 1 688 000 (14,9%) |
| 24/04/2023 | Lunes | Telecinco | Reencuentro de las parejas 6 meses después de la experiencia                                                              | 1 690 000 (15,2%) |

#### Debates
| Fecha      | Día    | Canal     | Audiencia         |
| ---------- | ------ | --------- | ----------------- |
| 24/01/2023 | Martes | Telecinco | 1 002 000 (10,4%) |
| 31/01/2023 | Martes | Telecinco | 942 000 (10,0%)   |
| 07/02/2023 | Martes | Telecinco | 978 000 (10,7%)   |
| 14/02/2023 | Martes | Telecinco | 879 000 (9,4%)    |
| 21/02/2023 | Martes | Telecinco | 999 000 (10,6%)   |
| 28/02/2023 | Martes | Telecinco | 923 000 (9,7%)    |
| 01/05/2023 | Lunes  | Telecinco | 941 000 (10,5%)   |
| 08/05/2023 | Lunes  | Telecinco | 1 170 000 (11,9%) |

## Temporada 7 (2024)
- 9 de enero de 2024 - 10 de abril de 2024

En el debate final de la anterior edición, Mediaset anunció el inicio de la producción de la séptima edición del programa presentada de nuevo por Sandra Barneda y grabada en mayo de 2023 en República Dominicana.
En noviembre de 2023 se confirmaron todos los estrenos de Telecinco para los meses siguientes, incluyendo la séptima edición del reality show, y el 11 de diciembre del mismo año, durante la emisión de Gran Hermano VIP, comenzó la promoción con las primeras imágenes de las nuevas parejas.
Por primera vez, El debate de las tentaciones se emite durante esta edición a través de Mitele Plus. El espacio, presentado nuevamente por Sandra Barneda, fue estrenado el viernes 26 de enero. Aunque en un principio estaba pensado emitir los debates exclusivamente en la plataforma de pago de Mediaset, posteriormente la cadena decidió emitir también el primero de ellos en abierto en el late night de Telecinco, tres días después de su preestreno en Mitele Plus.

### Participantes

#### Parejas
| Parejas        | Procedencia | Edad | Profesión                                    | Tiempo juntos  | Decisión                  | 8 meses después                                                             |
| -------------- | ----------- | ---- | -------------------------------------------- | -------------- | ------------------------- | --------------------------------------------------------------------------- |
| Adrián Aguado  | Tarragona   | 25   | Licenciado en Administración y Finanzas      | 4 años         | Mariona Ferré / Solo      | Juntos / Adrián tiene dudas sobre su relación con Mariona                   |
| Mariona Ferré  | Tarragona   | 22   | Licenciada en Comunicación Audiovisual       | 4 años         | Sola                      | Juntos / Adrián tiene dudas sobre su relación con Mariona                   |
| Álex Girona    | Alicante    | 23   | Entrenador personal                          | 1 año y medio  | Gabriella Barbu           | Separados / Álex finaliza su relación con Gabriella                         |
| Marieta Sola   | Alicante    | 23   | Auxiliar de enfermería e imagen de discoteca | 1 año y medio  | Álex Girona / Sola        | Separados / Álex finaliza su relación con Gabriella                         |
| Álvaro Álvarez | Málaga      | 26   | Albañil                                      | 2 años         | Abandono / Solo           | Separados / En el mismo reencuentro deciden darse otra oportunidad / Juntos |
| Andrea Bueno   | Málaga      | 18   | Tatuadora                                    | 2 años         | Abandono / Sola           | Separados / En el mismo reencuentro deciden darse otra oportunidad / Juntos |
| Borja González | Valencia    | 29   | Guardia Civil                                | 3 años y medio | Ana López                 | Juntos / Ana está embarazada de Borja                                       |
| Ana López      | Valencia    | 29   | Esteticista                                  | 3 años y medio | Borja González            | Juntos / Ana está embarazada de Borja                                       |
| David Vaquero  | Albacete    | 22   | Participante de LIDLT 6                      | 8 meses        | María Aguilar             | Juntos                                                                      |
| María Aguilar  | Málaga      | 23   | Participante de LIDLT 6                      | 8 meses        | David Vaquero             | Juntos                                                                      |
| Niko Malvaux   | Tenerife    | 22   | Entrenador personal                          | 1 año          | Abandono / Ruth González  | Juntos                                                                      |
| Ruth González  | Tenerife    | 22   | Auxiliar de veterinaria y modelo             | 1 año          | Abandono / Niko Malvaux   | Juntos                                                                      |
| Roberto Aranda | Madrid      | 34   | Empresario                                   | 1 año          | Abandono / Alba Casillas  | Separados                                                                   |
| Alba Casillas  | Madrid      | 30   | Influencer                                   | 1 año          | Abandono / Roberto Aranda | Separados                                                                   |

#### Solteros
| Soltero               | Procedencia | Edad | Profesión                 | Información                        |
| --------------------- | ----------- | ---- | ------------------------- | ---------------------------------- |
| Álvaro Boix           | Alicante    | 24   | Participante de LIDLT 4   | Finalista                          |
| Julen Muñoz           | Bilbao      | 23   | Modelo                    | Finalista                          |
| Manuel Napoli         | Milán       | 30   | Participante de LIDLT 6   | Finalista                          |
| Jorge Moreno "Zaneti" | Madrid      | 28   | Azafato de vuelo          | Expulsados sin hoguera de solteros |
| Miguel Martínez       | Córdoba     | 25   | Licenciado en Marketing   | Expulsados sin hoguera de solteros |
| Ricky Costantino      | Milán       | 32   | Modelo                    | Expulsados sin hoguera de solteros |
| Sergio Aguilera       | Granada     | 28   | Agricultor                | Expulsado por petición de Marieta  |
| Joan Miquel Oliver    | Mallorca    | 26   | Influencer                | Expulsados 3.ª ceremonia           |
| Jorge Dome            | Alicante    | 27   | Preparador físico         | Expulsados 3.ª ceremonia           |
| Alpha Nzango          | Córdoba     | 22   | DJ y estudiante de ADE    | Expulsados 2.ª ceremonia           |
| Guzmán Miranda        | Zamora      | 26   | Médico                    | Expulsados 2.ª ceremonia           |
| Daniel Campos "Dylan" | Madrid      | 23   | Monitor de granja escuela | Expulsado 1.ª ceremonia            |

#### Solteras
| Soltera                   | Procedencia | Edad | Profesión                        | Información                       |
| ------------------------- | ----------- | ---- | -------------------------------- | --------------------------------- |
| Andrea Freitas            | Gerona      | 23   | Maestra de educación infantil    | Finalista                         |
| Gabriella Barbu           | Murcia      | 25   | Comercial                        | Finalista                         |
| Mónica Bonilla            | Almería     | 27   | Entrenadora personal             | Finalista                         |
| Zaira de la Morena        | Valencia    | 23   | Cantante y modelo                | Finalista                         |
| Valeria Ardila            | Valencia    | 21   | Participante de LIDLT 5          | Expulsada sin cita final          |
| Tamara Molina             | Cádiz       | 22   | Opositora a Guardia Civil        | Expulsada sin hoguera de solteras |
| Eva Bustamante            | Madrid      | 28   | Modelo                           | Expulsadas 3.ª ceremonia          |
| Paula Sánchez             | Madrid      | 26   | Auxiliar de enfermería y maestra | Expulsadas 3.ª ceremonia          |
| Andrea Palacio "La Palas" | Asturias    | 25   | Entrenadora personal             | Expulsadas 2.ª ceremonia          |
| Kristel Sakay             | Barcelona   | 28   | Ingeniera                        | Expulsadas 2.ª ceremonia          |
| Jennifer Macena           | Valencia    | 30   | Estudiante                       | Expulsada 1.ª ceremonia           |

### Estadísticas semanales
|           | Ep. 1 | Ep. 2     | Ep. 3   | Ep. 4     | Ep. 5   | Ep. 6   | Ep. 7   | Ep. 8     | Ep. 9     | Ep. 10  | Ep. 11    |
| --------- | ----- | --------- | ------- | --------- | ------- | ------- | ------- | --------- | --------- | ------- | --------- |
| Álvaro    |       |           |         |           |         | Entra   | Vetado  | Cara      | Destierro | Salvado | Finalista |
| Andrea    | Entra | Cita      | Salvada | Cita      | Salvada | Cita    | Salvada | Salvada   | Salvada   | Salvada | Finalista |
| Gabriella | Entra | Salvada   | Salvada | Cita      | Salvada | Cita    | Vetada  | Cara      | Salvada   | Salvada | Finalista |
| Julen     | Entra | Salvado   | Salvado | Cita      | Salvado | Cita    | Salvado | Salvado   | Salvado   | Salvado | Finalista |
| Mónica    | Entra | Cita      | Salvada | Salvada   | Salvada | Cita    | Salvada | Salvada   | Salvada   | Salvada | Finalista |
| Napoli    |       | Entra     | Salvado | Cita      | Salvado | Cita    | Salvado | Salvado   | Salvado   | Salvado | Finalista |
| Zaira     | Entra | Cita      | Salvada | Cita      | Salvada | Cita    | Salvada | Salvada   | Salvada   | Salvada | Finalista |
| Miguel    | Entra | Salvado   | Salvado | Salvado   | Salvado | Salvado | Salvado | Salvado   | Salvado   | Salvado | Expulsado |
| Ricky     | Entra | Cita      | Salvado | Cita      | Salvado | Salvado | Salvado | Salvado   | Salvado   | Salvado | Expulsado |
| Tamara    | Entra | Cita      | Salvada | Cita      | Salvada | Cita    | Salvada | Salvada   | Salvada   | Salvada | Expulsada |
| Valeria   |       | Entra     | Salvada | Salvada   | Salvada | Salvada | Salvada | Salvada   | Salvada   | Salvada | Expulsada |
| Zaneti    | Entra | Cita      | Salvado | Salvado   | Salvado | Cita    | Salvado | Salvado   | Salvado   | Salvado | Expulsado |
| Sergio    | Entra | Cita      | Salvado | Cita      | Salvado | Cita    | Salvado | Salvado   | Salvado   | Salvado | Expulsado |
| Dome      | Entra | Cita      | Salvado | Salvado   | Salvado | Salvado | Salvado | Expulsado |           |         |           |
| Eva       | Entra | Salvada   | Salvada | Cita      | Salvada | Salvada | Salvada | Expulsada |           |         |           |
| Joan      | Entra | Salvado   | Salvado | Cita      | Salvado | Salvado | Salvado | Expulsado |           |         |           |
| Paula     | Entra | Salvada   | Salvada | Salvada   | Salvada | Salvada | Salvada | Expulsada |           |         |           |
| Alpha     | Entra | Salvado   | Salvado | Expulsado |         |         |         |           |           |         |           |
| Guzmán    | Entra | Salvado   | Salvado | Expulsado |         |         |         |           |           |         |           |
| Kristel   | Entra | Salvada   | Salvada | Expulsada |         |         |         |           |           |         |           |
| La Palas  | Entra | Salvada   | Salvada | Expulsada |         |         |         |           |           |         |           |
| Dylan     | Entra | Expulsado |         |           |         |         |         |           |           |         |           |
| Jennifer  | Entra | Expulsada |         |           |         |         |         |           |           |         |           |

### Citas, protegidos y elección final
|              | Ep. 1  | Ep. 2              | Ep. 3              | Ep. 4              | Ep. 5              | Ep. 6              | Ep. 7              | Ep. 8              | Ep. 9              | Ep. 10             | Ep. 10             | Ep. 11             | Ep. 12             | 8 meses después |
| Presentación | Cita   | Hogueras           | Cita               | Hogueras           | Citas              | Hogueras           | Cara a cara        | Hogueras           | Hogueras           | Hogueras           | Hogueras           | Elección           | Estado             |                 |
| ------------ | ------ | ------------------ | ------------------ | ------------------ | ------------------ | ------------------ | ------------------ | ------------------ | ------------------ | ------------------ | ------------------ | ------------------ | ------------------ | --------------- |
| Adrián       |        |                    | Entran             | Eva                | No hubo citas      | Mónica             | No hubo citas      | No hubo citas      | No hubo citas      | Mónica             | Mónica             | No hubo citas      | Rechazado          | Mariona         |
| Mariona      |        |                    | Entran             | Julen              | No hubo citas      | Julen              | No hubo citas      | No hubo citas      | No hubo citas      | Julen              | Julen              | No hubo citas      | Sola               | Adrián          |
| Álex         |        | Entran             | No hubo citas      | Gabriella          | No hubo citas      | Gabriella          | No hubo citas      | No hubo citas      | No hubo citas      | Gabriella          | Gabriella          | No hubo citas      | Gabriella          | Solo            |
| Marieta      |        | Entran             | No hubo citas      | Sergio             | No hubo citas      | Sergio             | No hubo citas      | Gabriella          | No hubo citas      | Sergio             | Sergio             | No hubo citas      | Rechazada          | Sola            |
| Borja        | Entran | Andrea             | No hubo citas      | Andrea             | No hubo citas      | Andrea             | No hubo citas      | No hubo citas      | No hubo citas      | Andrea             | Andrea             | No hubo citas      | Ana                | Ana             |
| Ana          | Entran | Dome               | No hubo citas      | Napoli             | No hubo citas      | Napoli             | No hubo citas      | No hubo citas      | No hubo citas      | Napoli             | Napoli             | No hubo citas      | Borja              | Borja           |
| David        | Entran | Zaira              | No hubo citas      | Zaira              | No hubo citas      | Zaira              | No hubo citas      | Álvaro             | No hubo citas      | Valeria            | Zaira              | No hubo citas      | María              | María           |
| María        | Entran | Sergio             | No hubo citas      | Ricky              | No hubo citas      | Sin cita           | No hubo citas      | No hubo citas      | Destierro          | Álvaro             | Álvaro             | No hubo citas      | David              | David           |
| Niko         | Entran | Tamara             | No hubo citas      | Tamara             | No hubo citas      | Tamara             | No hubo citas      | No hubo citas      | Abandonó con Ruth  | Abandonó con Ruth  | Abandonó con Ruth  | Abandonó con Ruth  | Abandonó con Ruth  | Ruth            |
| Ruth         | Entran | Zaneti             | No hubo citas      | Joan               | No hubo citas      | Zaneti             | No hubo citas      | No hubo citas      | Abandonó con Niko  | Abandonó con Niko  | Abandonó con Niko  | Abandonó con Niko  | Abandonó con Niko  | Niko            |
| Álvaro       | Entran | Mónica             | Abandonó solo      | Abandonó solo      | Abandonó solo      | Abandonó solo      | Abandonó solo      | Abandonó solo      | Abandonó solo      | Abandonó solo      | Abandonó solo      | Abandonó solo      | Abandonó solo      | Andrea          |
| Andrea       | Entran | Ricky              | Abandonó sola      | Abandonó sola      | Abandonó sola      | Abandonó sola      | Abandonó sola      | Abandonó sola      | Abandonó sola      | Abandonó sola      | Abandonó sola      | Abandonó sola      | Abandonó sola      | Álvaro          |
| Roberto      | Entran | Abandonó con Alba  | Abandonó con Alba  | Abandonó con Alba  | Abandonó con Alba  | Abandonó con Alba  | Abandonó con Alba  | Abandonó con Alba  | Abandonó con Alba  | Abandonó con Alba  | Abandonó con Alba  | Abandonó con Alba  | Abandonó con Alba  | Solo            |
| Alba         | Entran | Abandonó con Rober | Abandonó con Rober | Abandonó con Rober | Abandonó con Rober | Abandonó con Rober | Abandonó con Rober | Abandonó con Rober | Abandonó con Rober | Abandonó con Rober | Abandonó con Rober | Abandonó con Rober | Abandonó con Rober | Sola            |

### Episodios

#### Programas
| Fecha      | Día       | Canal     | Características del programa                                                                                  | Audiencia         |
| ---------- | --------- | --------- | --- | ----------------- |
| 09/01/2024 | Martes    | Telecinco | Presentación de los participantes / Visionado tablet chicas                                                   | 1 115 000 (13,9%) |
| 10/01/2024 | Miércoles | Telecinco | Abandono de Alba y Roberto / Entrada de Napoli y Valeria / Citas / Entrada de Álex y Marieta / Hoguera chicos | 1 127 000 (14,1%) |
| 17/01/2024 | Miércoles | Telecinco | Hoguera de confrontación y abandono de Andrea y Álvaro / Hoguera chicas / Entrada de Adrián y Mariona         | 1 401 000 (17,7%) |
| 24/01/2024 | Miércoles | Telecinco | Citas / Hoguera chicos (1.ª parte)                                                                            | 1 120 000 (11,6%) |
| 31/01/2024 | Miércoles | Telecinco | Hoguera chicos (2.ª parte) / Hoguera chicas / Visionado de emergencia                                         | 1 466 000 (17,2%) |
| 07/02/2024 | Miércoles | Telecinco | Citas / Entrada de Álvaro Boix / Hoguera chicos / Hoguera chicas (1.ª parte)                                  | 1 297 000 (14,3%) |
| 14/02/2024 | Miércoles | Telecinco | Hoguera chicas (2.ª parte) / Solteros vetados / Espejo de Niko y Ruth                                         | 1 251 000 (15,8%) |
| 21/02/2024 | Miércoles | Telecinco | Cara a cara de Marieta con Gabriella y de David con Álvaro / Hoguera chicas / Hoguera chicos (1.ª parte)      | 1 262 000 (16,1%) |
| 28/02/2024 | Miércoles | Telecinco | Hoguera chicos (2.ª parte) / Visionado de Marieta a Álex / Hoguera de confrontación y abandono de Ruth y Niko | 1 247 000 (16,5%) |
| 05/03/2024 | Martes    | Telecinco | Hoguera de los solteros / Hoguera de las solteras                                                             | 1 273 000 (15,1%) |
| 06/03/2024 | Miércoles | Telecinco | Hoguera de hogueras / Hogueras finales (1.ª parte)                                                            | 1 256 000 (15,4%) |
| 13/03/2024 | Miércoles | Telecinco | Hogueras finales (2.ª parte)                                                                                  | 1 482 000 (17,8%) |
| 20/03/2024 | Miércoles | Telecinco | Reencuentro de las parejas 8 meses después de la experiencia                                                  | 1 464 000 (17,5%) |

#### Debates
| Fecha                | Día          | Canal                | Características del programa                                                                   | Audiencia         |
| -------------------- | ------------ | -------------------- | ---------------------------------------------------------------------------------------------- | ----------------- |
| 26/01/202429/01/2024 | ViernesLunes | Mitele PlusTelecinco | Andrea Bueno en plató                                                                          | 417 000 (9,1%)    |
| 02/02/2024           | Viernes      | Mitele Plus          | Marieta Sola en plató                                                                          |                   |
| 09/02/2024           | Viernes      | Mitele Plus          | María Aguilar en plató                                                                         |                   |
| 16/02/2024           | Viernes      | Mitele Plus          | Niko Malvaux en plató                                                                          |                   |
| 23/02/2024           | Viernes      | Mitele Plus          | Mariona Ferré en plató                                                                         |                   |
| 01/03/2024           | Viernes      | Mitele Plus          | Ruth González en plató                                                                         |                   |
| 08/03/2024           | Viernes      | Mitele Plus          | Sergio Aguilera y Álex Girona en plató                                                         |                   |
| 15/03/2024           | Viernes      | Mitele Plus          | Andrea Freitas, Julen Muñoz y Mónica Bonilla en plató                                          |                   |
| 27/03/2024           | Miércoles    | Telecinco            | Reencuentro de Álex y Marieta 8 meses después de la experiencia / Debate Final: Marieta y Álex | 1 146 000 (15,3%) |
| 03/04/2024           | Miércoles    | Telecinco            | Debate Final (1.ª parte)                                                                       | 886 000 (11,2%)   |
| 10/04/2024           | Miércoles    | Telecinco            | Debate Final (2.ª parte)                                                                       | 896 000 (12,3%)   |

## Temporada 8 (2025)
- 6 de enero de 2025 - 19 de marzo de 2025

Tras el final de la séptima edición, Mediaset anunció el estreno de la octava edición del programa, que de nuevo estuvo presentada por Sandra Barneda y se grabó en República Dominicana en septiembre de 2024.
Por segundo año consecutivo, El debate de las tentaciones se emite durante esta edición a través de Mitele Plus. El espacio, presentado nuevamente por Sandra Barneda, fue estrenado en un principio para su emisión los miércoles a partir de las 20h, pero tras la decisión de la cadena de emitir un nuevo capítulo en el access prime time de los miércoles, decidieron subirlos a la plataforma los jueves a partir de las 20h.
Aunque en un principio estaba pensado emitir los debates exclusivamente en la plataforma de pago de Mediaset, posteriormente la cadena decidió emitir también el debate final en el prime time de Telecinco.

### Participantes

#### Parejas
| Parejas                         | Procedencia | Edad | Profesión                         | Tiempo juntos  | Decisión                       | 3 meses después                                                                  | Debate final                                               |
| ------------------------------- | ----------- | ---- | --------------------------------- | -------------- | ------------------------------ | -------------------------------------------------------------------------------- | ---------------------------------------------------------- |
| Álvaro Rubio                    | Ciudad Real | 27   | Conductor de autobuses            | 2 años y medio | Alba García / Solo             | Separados / Álvaro inicia una relación con Mayeli / Solos                        | Separados / Álvaro finaliza su relación con Mayeli / Solos |
| Alba García                     | Barcelona   | 21   | Estudiante de Enfermería          | 2 años y medio | Sola                           | Separados / Álvaro inicia una relación con Mayeli / Solos                        | Separados / Álvaro finaliza su relación con Mayeli / Solos |
| Eros Vidal                      | Mallorca    | 28   | Recepcionista                     | 4 años         | Solo                           | Separados / Torres finaliza su relación con Bayan                                | Separados                                                  |
| Bayan Al Masri                  | Mallorca    | 23   | Higienista bucodental             | 4 años         | Rubén Torres                   | Separados / Torres finaliza su relación con Bayan                                | Separados                                                  |
| Francisco Rodríguez             | Pontevedra  | 28   | Gestor de RRSS                    | 1 año y medio  | Abandono / Ana Luiza Lorenço   | Juntos / Ana termina su relación con Fran debido a sus desconfianzas / Separados | Separados                                                  |
| Ana Luiza Lourenço              | Pontevedra  | 23   | Licenciada en Marketing           | 1 año y medio  | Abandono / Fran Rodríguez      | Juntos / Ana termina su relación con Fran debido a sus desconfianzas / Separados | Separados                                                  |
| Gerardo Arias                   | Ciudad Real | 31   | Bombero                           | 1 año          | Abandono / Solo                | Separados                                                                        | Separados                                                  |
| Alba Rodríguez                  | Alicante    | 23   | Estudiante de Enfermería y modelo | 1 año          | Abandono / Gerard Arias / Sola | Separados                                                                        | Separados                                                  |
| Joel Benedicto                  | Barcelona   | 25   | Entrenador personal               | 3 años         | Abandono / Andrea Arpal        | Juntos                                                                           | Separados                                                  |
| Andrea Arpal                    | Barcelona   | 28   | Auxiliar de enfermería            | 3 años         | Abandono / Joel Benedicto      | Juntos                                                                           | Separados                                                  |
| José Carlos Montoya             | Sevilla     | 31   | Conserje de hotel                 | 1 año          | Solo                           | Separados                                                                        | Separados                                                  |
| Anna Arboledas "Anita Williams" | Barcelona   | 27   | Closer de ventas                  | 1 año          | Manuel González / Sola         | Separados                                                                        | Separados                                                  |
| Tadeo Corrales                  | Sevilla     | 31   | Cocinero y monitor de gimnasio    | 2 años         | Sthefany Pérez                 | Juntos                                                                           | Juntos / Tadeo le pide matrimonio a Sthefany               |
| Sthefany Pérez                  | Las Palmas  | 26   | Licenciada en Marketing           | 2 años         | Tadeo Corrales                 | Juntos                                                                           | Juntos / Tadeo le pide matrimonio a Sthefany               |

#### Solteros
| Soltero          | Procedencia | Edad | Profesión                      | Información                        |
| ---------------- | ----------- | ---- | ------------------------------ | ---------------------------------- |
| Borja Gómez      | Málaga      | 26   | Empresario                     | Finalista                          |
| Manuel González  | Cádiz       | 33   | Participante de LIDLT 3        | Finalista                          |
| Rubén Torres     | Barcelona   | 31   | Bombero y tatuador             | Finalista                          |
| Simone Coppola   | Milán       | 29   | Participante de LIDLT 3        | Finalista                          |
| David Montoya    | Córdoba     | 30   | Taxista                        | Expulsados sin hoguera de solteros |
| Fran Martínez    | Almería     | 31   | Empresario                     | Expulsados sin hoguera de solteros |
| Gerard Baldés    | Barcelona   | 29   | Operario de Almacén            | Expulsados sin hoguera de solteros |
| Guillermo Zamora | Barcelona   | 23   | Sanitario                      | Expulsados sin hoguera de solteros |
| Jesús Alberto    | Córdoba     | 28   | Montador                       | Expulsados sin hoguera de solteros |
| Kevin Rivero     | Las Palmas  | 22   | Estudiante de Magisterio       | Expulsado 2.ª ceremonia            |
| Agustí Sarrias   | Barcelona   | 25   | Estudiante de Ciencias del mar | Expulsado 1.ª ceremonia            |

#### Solteras
| Soltera         | Procedencia | Edad | Profesión                  | Información                        |
| --------------- | ----------- | ---- | -------------------------- | ---------------------------------- |
| Claudia Sánchez | Málaga      | 27   | Esteticién                 | Finalista                          |
| Érika Portillo  | Sevilla     | 23   | Bailarina exótica          | Finalista                          |
| Gabriella Barbu | Murcia      | 26   | Participante de LIDLT 7    | Finalista                          |
| Mayeli Díaz     | Valencia    | 26   | Comercial                  | Finalista                          |
| Aída Vila       | Pontevedra  | 29   | Biotecnóloga               | Expulsadas sin hoguera de solteras |
| Nataly Núñez    | Barcelona   | 28   | Técnica de transporte      | Expulsadas sin hoguera de solteras |
| Paula Cámara    | Granada     | 24   | Maquilladora               | Expulsadas sin hoguera de solteras |
| Raquel Castro   | Ibiza       | 32   | Abogada y modelo           | Expulsadas sin hoguera de solteras |
| Paloma Suárez   | Cádiz       | 25   | Auxiliar de veterinaria    | Expulsada 2.ª ceremonia            |
| Miriam Castro   | Alicante    | 22   | Empresaria                 | Expulsadas 1.ª ceremonia           |
| Sofía Lu Lee    | Málaga      | 28   | Estudiante de Contabilidad | Expulsadas 1.ª ceremonia           |

### Estadísticas semanales
|           | Ep. 1 | Ep. 2   | Ep. 3   | Ep. 4     | Ep. 5   | Ep. 6     | Ep. 7   | Ep. 8   | Ep. 9   | Ep. 10  | Ep. 11  | Ep. 12  | Ep. 13    |
| --------- | ----- | ------- | ------- | --------- | ------- | --------- | ------- | ------- | ------- | ------- | ------- | ------- | --------- |
| Borja     | Entra | Cita    | Salvado | Cita      | Salvado | Cita      | Salvado | Salvado | Salvado | Salvado | Salvado | Salvado | Finalista |
| Claudia   | Entra | Cita    | Salvada | Cita      | Salvada | Salvada   | Salvada | Salvada | Salvada | Salvada | Salvada | Salvada | Finalista |
| Érika     | Entra | Cita    | Salvada | Cita      | Salvada | Cita      | Salvada | Salvada | Salvada | Salvada | Salvada | Salvada | Finalista |
| Gabriella | Entra | Cita    | Salvada | Cita      | Salvada | Cita      | Salvada | Vetada  | Cara    | Salvada | Salvada | Salvada | Finalista |
| Manuel    | Entra | Cita    | Salvado | Cita      | Salvado | Cita      | Salvado | Salvado | Salvado | Salvado | Salvado | Salvado | Finalista |
| Mayeli    | Entra | Salvada | Salvada | Salvada   | Salvada | Cita      | Salvada | Salvada | Salvada | Salvada | Salvada | Salvada | Finalista |
| Simone    |       |         |         |           |         |           |         | Entra   | Salvado | Salvado | Salvado | Salvado | Finalista |
| Torres    | Entra | Cita    | Salvado | Cita      | Salvado | Cita      | Salvado | Vetado  | Cara    | Salvado | Salvado | Salvado | Finalista |
| Aída      | Entra | Cita    | Salvada | Salvada   | Salvada | Cita      | Salvada | Salvada | Salvada | Salvada | Salvada | Salvada | Expulsada |
| David     | Entra | Salvado | Salvado | Salvado   | Salvado | Cita      | Salvado | Salvado | Salvado | Salvado | Salvado | Salvado | Expulsado |
| Fran M.   | Entra | Salvado | Salvado | Salvado   | Salvado | Salvado   | Salvado | Salvado | Salvado | Salvado | Salvado | Salvado | Expulsado |
| Gerard    | Entra | Salvado | Salvado | Salvado   | Salvado | Salvado   | Salvado | Salvado | Salvado | Salvado | Salvado | Salvado | Expulsado |
| Guille    | Entra | Cita    | Salvado | Cita      | Salvado | Salvado   | Salvado | Salvado | Salvado | Salvado | Salvado | Salvado | Expulsado |
| Jesús     | Entra | Salvado | Salvado | Salvado   | Salvado | Cita      | Salvado | Salvado | Salvado | Salvado | Salvado | Salvado | Expulsado |
| Nataly    | Entra | Cita    | Salvada | Cita      | Salvada | Cita      | Salvada | Salvada | Salvada | Salvada | Salvada | Salvada | Expulsada |
| Paula     | Entra | Salvada | Salvada | Salvada   | Salvada | Salvada   | Salvada | Salvada | Salvada | Salvada | Salvada | Salvada | Expulsada |
| Raquel    | Entra | Salvada | Salvada | Cita      | Salvada | Salvada   | Salvada | Salvada | Salvada | Salvada | Salvada | Salvada | Expulsada |
| Kevin     | Entra | Salvado | Salvado | Salvado   | Salvado | Expulsado |         |         |         |         |         |         |           |
| Paloma    | Entra | Salvada | Salvada | Salvada   | Salvada | Expulsada |         |         |         |         |         |         |           |
| Agustí    | Entra | Salvado | Salvado | Expulsado |         |           |         |         |         |         |         |         |           |
| Miriam    | Entra | Salvada | Salvada | Expulsada |         |           |         |         |         |         |         |         |           |
| Sofía     | Entra | Salvada | Salvada | Expulsada |         |           |         |         |         |         |         |         |           |

### Citas, protegidos y elección final
|              | Ep. 1  | Ep. 2     | Ep. 3                | Ep. 4                | Ep. 5                         | Ep. 6                         | Ep. 7                         | Ep. 8                         | Ep. 9                         | Ep. 10                        | Ep. 11                        | Ep. 12                        | Ep. 13                        | Ep. 14                        | Ep. 14                        | 3 meses después | 3 meses después |
| Presentación | Cita   | Hogueras  | Cita                 | Hogueras             | Cita                          | Hogueras                      | Hogueras                      | Cara a Cara                   | Hogueras                      | Hogueras                      | Hogueras Mixtas               | Hogueras                      | Hogueras                      | Elección                      | Estado                        | Estado          |                 |
| ------------ | ------ | --------- | -------------------- | -------------------- | ----------------------------- | ----------------------------- | ----------------------------- | ----------------------------- | ----------------------------- | ----------------------------- | ----------------------------- | ----------------------------- | ----------------------------- | ----------------------------- | ----------------------------- | --------------- | --------------- |
| Álvaro       |        |           |                      |                      | Entran                        | Aída                          | No hubo citas                 | No hubo citas                 | No hubo citas                 | No hubo citas                 | No hubo citas                 | No hubo citas                 | Érika                         | Érika                         | Rechazado                     | Mayeli          | Mayeli          |
| Alba G.      |        |           |                      |                      | Entran                        | David                         | No hubo citas                 | No hubo citas                 | No hubo citas                 | No hubo citas                 | No hubo citas                 | No hubo citas                 | Borja                         | Borja                         | Sola                          | Sola            | Sola            |
| Eros         | Entran | Érika     | No hubo citas        | Érika                | No hubo citas                 | Érika                         | No hubo citas                 | No hubo citas                 | Torres                        | No hubo citas                 | No hubo citas                 | No hubo citas                 | Claudia                       | Claudia                       | Solo                          | Solo            | Solo            |
| Bayan        | Entran | Borja     | No hubo citas        | Torres               | No hubo citas                 | Torres                        | No hubo citas                 | No hubo citas                 | No hubo citas                 | No hubo citas                 | No hubo citas                 | No hubo citas                 | Torres                        | Torres                        | Torres                        | Sola            | Sola            |
| Montoya      | Entran | Gabriella | No hubo citas        | Gabriella            | No hubo citas                 | Gabriella                     | No hubo citas                 | No hubo citas                 | No hubo citas                 | No hubo citas                 | No hubo citas                 | No hubo citas                 | Gabriella                     | Gabriella                     | Solo                          | Solo            | Solo            |
| Anita        | Entran | Manuel    | No hubo citas        | Manuel               | No hubo citas                 | Manuel                        | No hubo citas                 | No hubo citas                 | Gabriella                     | No hubo citas                 | No hubo citas                 | No hubo citas                 | Manuel                        | Manuel                        | Rechazada                     | Sola            | Sola            |
| Tadeo        |        |           | Entran               | Raquel               | No hubo citas                 | Mayeli                        | No hubo citas                 | No hubo citas                 | No hubo citas                 | No hubo citas                 | No hubo citas                 | No hubo citas                 | Mayeli                        | Mayeli                        | Sthefany                      | Sthefany        | Sthefany        |
| Sthefany     |        |           | Entran               | Guille               | No hubo citas                 | Jesús                         | No hubo citas                 | No hubo citas                 | No hubo citas                 | No hubo citas                 | No hubo citas                 | No hubo citas                 | Simone                        | Simone                        | Tadeo                         | Tadeo           | Tadeo           |
| Joel         | Entran | Nataly    | No hubo citas        | Nataly               | No hubo citas                 | Nataly                        | No hubo citas                 | No hubo citas                 | No hubo citas                 | No hubo citas                 | Abandonó con Andrea           | Abandonó con Andrea           | Abandonó con Andrea           | Abandonó con Andrea           | Abandonó con Andrea           | Andrea          | Andrea          |
| Andrea       | Entran | Guille    | No hubo citas        | Borja                | No hubo citas                 | Borja                         | No hubo citas                 | No hubo citas                 | No hubo citas                 | No hubo citas                 | Abandonó con Joel             | Abandonó con Joel             | Abandonó con Joel             | Abandonó con Joel             | Abandonó con Joel             | Joel            | Joel            |
| Gerardo      | Entran | Aída      | No hubo citas        | Claudia              | Abandonó solo                 | Abandonó solo                 | Abandonó solo                 | Abandonó solo                 | Abandonó solo                 | Abandonó solo                 | Abandonó solo                 | Abandonó solo                 | Abandonó solo                 | Abandonó solo                 | Abandonó solo                 | Solo            | Solo            |
| Alba R.      | Entran | Sin cita  | No hubo citas        | Sin cita             | Abandonó rechazada por Gerard | Abandonó rechazada por Gerard | Abandonó rechazada por Gerard | Abandonó rechazada por Gerard | Abandonó rechazada por Gerard | Abandonó rechazada por Gerard | Abandonó rechazada por Gerard | Abandonó rechazada por Gerard | Abandonó rechazada por Gerard | Abandonó rechazada por Gerard | Abandonó rechazada por Gerard | Sola            | Sola            |
| Fran R.      | Entran | Claudia   | Abandonó con Ana     | Abandonó con Ana     | Abandonó con Ana              | Abandonó con Ana              | Abandonó con Ana              | Abandonó con Ana              | Abandonó con Ana              | Abandonó con Ana              | Abandonó con Ana              | Abandonó con Ana              | Abandonó con Ana              | Abandonó con Ana              | Abandonó con Ana              | Ana             | Solo            |
| Ana          | Entran | Torres    | Abandonó con Fran R. | Abandonó con Fran R. | Abandonó con Fran R.          | Abandonó con Fran R.          | Abandonó con Fran R.          | Abandonó con Fran R.          | Abandonó con Fran R.          | Abandonó con Fran R.          | Abandonó con Fran R.          | Abandonó con Fran R.          | Abandonó con Fran R.          | Abandonó con Fran R.          | Abandonó con Fran R.          | Fran R.         | Sola            |

#### Programas
| Fecha      | Día       | Canal     | Características del programa | Audiencia         |
| ---------- | --------- | --------- | --- | ----------------- |
| 06/01/2025 | Lunes     | Telecinco | Presentación de los participantes / Inesperado desembarco de los solteros / Visionado de las chicas                               | 1 373 000 (15,2%) |
| 13/01/2025 | Lunes     | Telecinco | Citas / Visionado de emergencia de los chicos / Hoguera de confrontación extraordinaria de Ana y Fran / Abandono de Ana y Fran    | 1 167 000 (14,7%) |
| 20/01/2025 | Lunes     | Telecinco | Hoguera chicas / Hoguera chicos                                                                                                   | 1 304 000 (16,6%) |
| 27/01/2025 | Lunes     | Telecinco | Entrada de Tadeo y Sthefany / Citas / Hoguera de confrontación de Gerard y Alba R. / Abandono por separado de Gerard y Alba R.    | 1 240 000 (16,2%) |
| 29/01/2025 | Miércoles | Telecinco | Entrada de Alba G. a la hoguera / Hoguera chicas                                                                                  | 1 437 000 (11,4%) |
| 03/02/2025 | Lunes     | Telecinco | Entrada de Álvaro a la hoguera / Hoguera chicos / Citas / Visionado de Montoya a Anita                                            | 1 368 000 (18,5%) |
| 05/02/2025 | Miércoles | Telecinco | Huida de Montoya a Villa Playa / Montoya y Anita se saltan las normas / Las chicas congelan a Álvaro / Hoguera chicos (1.ª parte) | 1 573 000 (12,4%) |
| 10/02/2025 | Lunes     | Telecinco | Hoguera chicos (2.ª parte) / Hoguera de Tadeo y Simone / Entrada de Simone / Hoguera chicas                                       | 1 641 000 (21,4%) |
| 12/02/2025 | Miércoles | Telecinco | Espejo de Tadeo y Sthefany / Cara a cara con la tentación de Anita y Gabriella                                                    | 1 789 000 (14,2%) |
| 17/02/2025 | Lunes     | Telecinco | Hoguera chicas / Hoguera chicos                                                                                                   | 1 526 000 (20,6%) |
| 19/02/2025 | Miércoles | Telecinco | Hoguera de confrontación de Joel y Andrea / Lectura de cartas                                                                     | 1 756 000 (13,7%) |
| 24/02/2025 | Lunes     | Telecinco | Hogueras mixtas: Montoya, Tadeo, Alba y Bayan / Hogueras mixtas: Anita, Sthefany, Álvaro y Eros                                   | 1 638 000 (19,3%) |
| 26/02/2025 | Miércoles | Telecinco | Hoguera de solteros | 1 689 000 (12,5%) |
| 03/03/2025 | Lunes     | Telecinco | Hoguera de solteras / Hogueras Finales (1.ª parte)                                                                                | 1 745 000 (22,0%) |
| 05/03/2025 | Miércoles | Telecinco | Hogueras Finales (2.ª parte) | 2 103 000 (16,7%) |
| 10/03/2025 | Lunes     | Telecinco | Reencuentro de las parejas 3 meses después de la experiencia (1.ª parte)                                                          | 2 211 000 (26,9%) |
| 12/03/2025 | Miércoles | Telecinco | Reencuentro de las parejas 3 meses después de la experiencia (2.ª parte)                                                          | 1 718 000 (13,4%) |

#### Debates
| Fecha      | Día       | Canal       | Características del programa                                                                  | Audiencia         |
| ---------- | --------- | ----------- | --------------------------------------------------------------------------------------------- | ----------------- |
| 08/01/2025 | Miércoles | Mitele Plus | Alba, Ana, Andrea, Anita y Bayan en plató / Se descubre la supuesta infidelidad de Fran a Ana |                   |
| 15/01/2025 | Miércoles | Mitele Plus | Eros, Gerard, Joel y Montoya en plató / Fran da explicaciones sobre su supuesta infidelidad   |                   |
| 22/01/2025 | Miércoles | Mitele Plus | Ana Luiza Lorenço y Manuel González en plató                                                  |                   |
| 30/01/2025 | Jueves    | Mitele Plus | Alba Rodríguez en plató                                                                       |                   |
| 06/02/2025 | Jueves    | Mitele Plus | José Carlos Montoya y Gerardo Arias en plató                                                  |                   |
| 13/02/2025 | Jueves    | Mitele Plus | Sthefany Pérez en plató                                                                       |                   |
| 20/02/2025 | Jueves    | Mitele Plus | Andrea Arpal en plató                                                                         |                   |
| 27/02/2025 | Jueves    | Mitele Plus | Alba García y Joel Benedicto en plató                                                         |                   |
| 06/03/2025 | Jueves    | Mitele Plus | Tadeo Corrales en plató                                                                       |                   |
| 13/03/2025 | Jueves    | Mitele Plus | Imágenes inéditas de los reencuentros                                                         |                   |
| 17/03/2025 | Lunes     | Telecinco   | Debate final I (1.ª parte)                                                                    | 1 563 000 (11,5%) |
| 17/03/2025 | Lunes     | Telecinco   | Debate final I (2.ª parte)                                                                    | 953 000 (21,9%)   |
| 19/03/2025 | Miércoles | Telecinco   | Debate final II                                                                               | 1 107 000 (16,8%) |
| 27/03/2025 | Jueves    | Mitele Plus | Debate final III                                                                              |                   |

## Audiencias
| Edición                                     | Fecha de emisión | Cadena             | Episodios | Espectadores | Cuota de pantalla |
| ------------------------------------------- | ---------------- | ------------------ | --------- | ------------ | ----------------- |
| La isla de las tentaciones: Primera edición | 2020             | Telecinco / Cuatro | 11        | 3 026 000    | 24,1%             |
| La isla de las tentaciones: Segunda edición | 2020             | Telecinco          | 9         | 2 875 000    | 22,5%             |
| La isla de las tentaciones: Tercera edición | 2021             | Telecinco          | 12        | 3 114 000    | 26,3%             |
| La última tentación: Primera edición        | 2021             | Telecinco          | 8         | 1 971 000    | 17,0%             |
| La isla de las tentaciones: Cuarta edición  | 2021 - 2022      | Telecinco          | 12        | 1 973 000    | 15,8%             |
| La isla de las tentaciones: Quinta edición  | 2022             | Telecinco          | 15        | 1 508 000    | 14,1%             |
| La isla de las tentaciones: Sexta edición   | 2023             | Telecinco          | 14        | 1 575 000    | 13,6%             |
| La isla de las tentaciones: Séptima edición | 2024             | Telecinco          | 13        | 1 289 000    | 15,6%             |
| La isla de las tentaciones: Octava edición  | 2025             | Telecinco          | 17        | 1 605 000    | 16,8%             |

| Edición                                           | Fecha de emisión | Cadena                  | Debates | Espectadores | Cuota de pantalla |
| ------------------------------------------------- | ---------------- | ----------------------- | ------- | ------------ | ----------------- |
| El debate de las tentaciones: Primera edición     | 2020             | Cuatro                  | 6       | 1 600 000    | 13,5%             |
| El debate de las tentaciones: Segunda edición     | 2020             | Telecinco / Cuatro      | 6       | 1 651 000    | 15,5%             |
| El debate de las tentaciones: Tercera edición     | 2021             | Telecinco               | 11      | 1 656 000    | 16,5%             |
| El debate de la última tentación: Primera edición | 2021             | Cuatro / Telecinco      | 8       | 885 000      | 9,6%              |
| El debate de las tentaciones: Cuarta edición      | 2021 - 2022      | Telecinco / Cuatro      | 12      | 1 159 000    | 11,4%             |
| El debate de las tentaciones: Quinta edición      | 2022 - 2023      | Telecinco / Cuatro      | 15      | 570 000      | 6,4%              |
| El debate de las tentaciones: Sexta edición       | 2023             | Telecinco               | 8       | 979 000      | 10,4%             |
| El debate de las tentaciones: Séptima edición     | 2024             | Mitele Plus / Telecinco | 11      | 836 000      | 12,0%             |
| El debate de las tentaciones: Octava edición      | 2025             | Mitele Plus / Telecinco | 12      | 1 208 000    | 16,7%             |

## Actualidad de la relación de los participantes
1.ª temporada
Fani Carbajo al salir del programa volvió con Christofer y mantuvieron su relación hasta 2022, la pareja se separó y Fani inició una relación con Fran Benito, 13 años menor que él, tras 1 año de relación la pareja se queda embarazada y tuvieron a su primera hija en común (Fani ya tenía otro hijo de una relación anterior). Mientras tanto, Christofer también rehízo su vida con una chica nueva, Clara.
Susana Molina tras el programa pasó un tiempo sola y encontrándose a sí misma, hasta que encontró a su media naranja, Guillermo Valle con el cual se va a casar. Mientras tanto, Gonzalo Montoya hace 1 año encontró el amor de nuevo con María López y están muy felices y enamorados.
Ismael Nicolás no ha vuelto a tener pareja desde entonces. Al contrario que Andrea Gasca, que desde el programa ha pasado de estar con Roberto (participante de La Última Tentación), Cristian (participante de La isla de las tentaciones 2) e Isaac Torres (tentador de La isla de las tentaciones 3 y participante de La Última Tentación) aunque desde 2023 está con Sergio Berrocal, parece que por fin ha conocido el amor ya que es hasta la fecha su relación más larga.
Álex Bueno tras el programa ha conocido el amor con la DJ Inmita Fernández. Fiama Rodríguez ha seguido los mismos pasos y tras un roneo con Sofía Cristo en su participación en Secret Story ha conocido el amor hasta el punto de llegarse a casar con Marcello Falzerano.
Adelina Seres conoció el amor con un tentador precisamente del programa, aunque no de su edición, empezó una relación con Edu Neira (participante de La isla de las tentaciones 2), en cambio José Sánchez, desde entonces no ha tenido pareja.

## Participantes deLIDLTen otros programas
Ya sea antes o después de su paso por La isla de las tentaciones, algunos de los participantes han participado en más reality shows u otros formatos televisivos de Mediaset España o ajenos al grupo.

### Previo a participar
- Gran Hermano
  - Alessandro Livi - Decimotercera edición (2012) - 4.º finalista
  - Gonzalo Montoya - Decimocuarta edición (2013) - 16.º expulsado
  - Susana Molina - Decimocuarta edición (2013) - Ganadora
  - Hugo Pérez - Decimoquinta edición (2014) - 13.er expulsado
  - Marta Peñate - Decimosexta edición (2015) - 14.ª expulsada
- Gran Hermano: La Re-Vuelta
  - Alessandro Livi - Primera edición (2012) - Ganador
- Gran Hermano VIP
  - Alejandro Nieto - Cuarta edición (2016) - Abandono voluntario
- Supervivientes
  - Hugo Paz - Decimoséptima edición (2018) - 9.º expulsado
  - Rubén Torres - Vigésimo tercera edición (2024) - 2.º finalista
- Mujeres y hombres y viceversa
  - Carlos Algora - Pretendiente (2010)
  - Fiama Rodríguez - Pretendienta (2012)
  - Rubén Sánchez - Pretendiente (2014)
  - Alba Casillas - Tronista (2016)
  - Hugo Paz - Tronista (2016)
  - Claudia Martínez - Tronista (2017)
  - Diego Pérez - Tronista (2017)
  - Marta Mencía "Lola" - Pretendienta (2017)
  - Jenny Gallego - Pretendienta (2017)
  - Manuel González - Pretendiente (2017)
  - Sandra Pica - Pretendienta (2017)
  - Andrea Arpal - Pretendienta (2017)
  - Aitor López - Pretendiente (2018)
  - Álex Bueno - Tronista (2018)
  - Anita Williams - Pretendienta (2018)
  - Bela Saleem - Pretendienta (2018)
  - Katerina Safarova - Pretendienta (2018)
  - Melani Soler - Tronista (2018)
  - Manuel Napoli - Tronista (2018)
  - Saúl Pina - Pretendiente (2018)
  - Sergio Beré - Pretendiente (2018)
  - Carmen Saavedra - Tronista (2019)
  - Diriany Isabel - Pretendienta (2019)
  - Eva Bustamante - Pretendienta (2019)
  - Guzmán Miranda - Pretendiente (2019)
  - Luzma Cabello - Pretendienta (2019)
  - María de los Ángeles - Pretendienta (2019)
  - Miguel de Hoyos - Tronista (2019)
  - Miguel Martínez - Pretendiente (2019)
  - Melyssa Pinto - Tronista (2019)
  - Tom Brusse - Pretendiente (2019)
  - Vladimir Giraldez - Pretendiente (2019)
  - Zaira de la Morena - Pretendienta (2019)
  - Alejandro Bernardos - Tronista (2020)
  - Carla Divinity - Pretendienta (2020)
  - Cristian del Valle - Pretendiente (2020)
  - Dani García - Pretendiente (2020)
  - Guillermo "El Largo" - Pretendiente (2020)
  - José Carlos Montoya - Pretendiente (2020)
  - Josué Bernal - Tronista (2020)
  - Laura Casabela - Pretendienta (2020)
  - Marina López - Pretendienta (2020)
  - Zoe Mba - Pretendienta (2020)
  - Jennifer Martínez - Pretendienta (2021)
  - Rubo Sánchez - Pretendiente (2021)
- Baila Conmigo
  - Jessica Pires - Candidata (2022)
  - Samuel Matabuena - Candidato (2022)
  - Borja Gómez - Candidato (2022)
  - Álvaro Rubio - Candidato (2022)
  - María Aguilar - Candidata (2022)
  - Jenny Gallego - Candidata (2022)
  - Paula Sánchez - Candidata (2022)
- MasterChef España
  - Andreína Véliz - Cuarta edición (2016) - Eliminada en el casting final
- La Voz
  - Géneris Mena - Tercera edición (2015) - Expulsada en las Batallas
- ¡Mira quién salta! 
  - Alessandro Livi - Primera edición (2013) - 10.º expulsado
- El conquistador (RTVE)
  - Anita Williams - Primera edición (2023) - 2.ª expulsada
  - José Carlos Montoya - Primera edición (2023) - 21.º expulsado
  - Agustí Sarrias - Primera edición (2023) - 4.º finalista
- Quiero ser
  - Casandra Dodero - Segunda edición (2017) - 6.ª / 14.ª expulsada
- Ven a cenar conmigo
  - Mimi Fernández - Primera edición (2018) - Participante
- Salseo Canario
  - Marta Peñate - Primera edición (2017) - Participante
- La Isla: El Reality (México)
  - Lourdes Figueroa - Primera edición (2012) - 8.ª expulsada
- Mundos opuestos (Paraguay)
  - Joy Jara - Primera edición (2017) - 2.º / semifinalista expulsado
- First Dates
  - Andrea Gasca - Participante (2017)
  - Ismael Nicolás - Participante (2017)
  - Dani Gámez - Participante (2018)
  - Rochu "La Loba" - Participante (2018)
  - Czarina Dandrige - Participante (2021)
- First Dates: Crucero
  - Fátima Rull - Participante (2020)
  - Lía Rovira - Participante (2020)
  - Simone Coppola - Participante (2020)
- Pijama Party (Mtmad)
  - Carmen Saavedra - Primera edición (2021) - Participante
  - Zoe Mba - Primera edición (2021) - Participante
- Por siempre o jamás (Mtmad)
  - Hugo Paz - Primera edición (2022) - Participante
- 24 horas para enamorarte (Mtmad)
  - Gerardo Arias - Primera edición (2023) - Soltero
  - Guillermo Zamora - Primera edición (2023) - Soltero
- Love Island
  - Ricky Costantino - Primera edición (2021) - 1.er expulsado
- Jugando con Fuego Latino (Netflix)
  - Zaira de la Morena - Primera edición (2021) - Participante
- Insiders (Netflix)
  - Sofía Lu Lee - Segunda edición (2022) - Participante
- Falso Amor (Netflix)
  - Aída Vila - Primera edición (2023) - Pareja
  - Rubén Torres - Primera edición (2023) - Soltero
  - Tadeo Corrales - Primera edición (2023) - Soltero
- Pekín Express
  - Matías Padial - Sexta edición (2016) - Ganador
- Singles XD
  - Kevin Van Krimpen - Primera edición (2017) - Soltero
- Donde menos te lo esperas
  - Cristian del Valle - Primera edición (2019) - Soltero
- FBoy Island España (HBO)
  - Sergio Aguilera - Primera edición (2023) - Soltero
- Super Shore
  - Isaac Torres "Lobo" - Tercera edición (2017) - Participante
- Resistiré (Chile)
  - Jessica Pires - Primera edición (2019) - 13.ª expulsada
  - Isaac Torres "Lobo" - Primera edición (2019) - 14.º expulsado
- Combate (Perú)
  - Kristel Sakay - Decimocuarta edición (2017) - Eliminada en Duelo
- Ex on the Beach (Reino Unido)
  - Fátima Rull - Séptima edición (2017) - Soltera
- The Language of Love (Reino Unido)
  - José Carlos Montoya - Primera edición (2022) - Soltero
- Me quedo contigo
  - Iván Alcaraz - Participante (2019)
  - León Rodríguez - Participante (2019)
  - Rhayang Itajahy - Participante (2019)
- El concurso del año
  - Claudia Acevedo - Participante (2018)
  - Raúl Gines - Participante (2018)
- Uomini e donne (Italia)
  - Simone Coppola - Pretendiente (2014)
  - Ricky Costantino - Tronista (2018)

### Posterior a participar
- La isla de las tentaciones
  - Andrea Gasca - Segunda edición (2020) - Soltera
  - Óscar Ruiz - Segunda edición (2020) - Soltero
  - Fiama Rodríguez - Tercera edición (2021) - Soltera
  - Rubén Sánchez - Tercera edición (2021) - Soltero
  - Simone Coppola - Cuarta edición (2021-2022) / Octava edición (2025) - Soltero
  - Álvaro Boix - Quinta edición (2022) / Séptima edición (2024) - Soltero
  - Miguel de Hoyos - Sexta edición (2023) - Soltero
  - Miriam Herrero - Sexta edición (2023) - Soltera
  - David Vaquero - Séptima edición (2024) - Pareja
  - Manuel Napoli - Séptima edición (2024) - Soltero
  - María Aguilar - Séptima edición (2024) - Pareja
  - Valeria Ardila - Séptima edición (2024) - Soltera
  - Gabriella Barbu - Octava edición (2025) - Soltera
  - Manuel González - Octava edición (2025) - Soltero
- La Última Tentación
  - Andrea Gasca - Primera edición (2021) - Pareja
  - Bela Saleem - Primera edición (2021) - Soltera
  - Cristian Jerez - Primera edición (2021) - Soltero
  - Christofer Guzmán - Primera edición (2021) - Pareja
  - Fani Carbajo - Primera edición (2021) - Pareja
  - Gonzalo Montoya - Primera edición (2021) - Soltero
  - Isaac Torres "Lobo" - Primera edición (2021) - Pareja
  - Jesús Sánchez - Primera edición (2021) - Soltero / Pareja
  - Julián Requena - Primera edición (2021) - Soltero
  - Lester Duque - Primera edición (2021) - Pareja
  - Lucía Sánchez - Primera edición (2021) - Pareja
  - Manuel González - Primera edición (2021) - Soltero
  - Marina García - Primera edición (2021) - Soltera / Pareja
  - Marta Peñate - Primera edición (2021) - Soltera
  - Mayka Rivera - Primera edición (2021) - Pareja
  - Óscar Ruiz - Primera edición (2021) - Soltero
  - Pablo Moya - Primera edición (2021) - Soltero
  - Patri Pérez - Primera edición (2021) - Pareja
  - Stefany Martínez - Primera edición (2021) - Soltera
- Supervivientes
  - Fani Carbajo - Decimonovena edición (2020) - 6.ª expulsada
  - Tom Brusse - Vigésima edición (2021) - 12.º expulsado
  - Marta Mencía "Lola" - Vigésima edición (2021) - 13.ª expulsada
  - Melyssa Pinto - Vigésima edición (2021) - 3.ª finalista
  - Tania Medina - Vigésimo primera edición (2022) - 6.ª expulsada
  - Marta Peñate - Vigésimo primera edición (2022) - 2.ª finalista
  - Alejandro Nieto - Vigésimo primera edición (2022) - Ganador
  - Katerina Safarova - Vigésimo segunda edición (2023) - 4.ª expulsada
  - Diego Pérez - Vigésimo segunda edición (2023) - 6.º expulsado
  - Mario González - Vigésimo tercera edición (2024) - 5.º expulsado
  - Clàudia Martínez - Vigésimo tercera edición (2024) - 6.ª expulsada
  - Marieta Sola - Vigésimo tercera edición (2024) - 3.ª finalista
  - Rosario Matew - Vigésimo cuarta edición (2025) - Abandono voluntario
  - Manuel González - Vigésimo cuarta edición (2025) - 6.º expulsado
  - Anita Williams - Vigésimo cuarta edición (2025) - 14.ª expulsada
  - José Carlos Montoya - Vigésimo cuarta edición (2025) -  3.er finalista
  - Borja González - Vigésimo cuarta edición (2025) - Ganador
- Supervivientes All Stars
  - Marta Mencía "Lola" - Primera edición (2024) - 5.ª expulsada
  - Alejandro Nieto - Primera edición (2024) - 2.º finalista
  - Marta Peñate - Primera edición (2024) - Ganadora
- Gran Hermano VIP
  - Naomi Asensi - Octava edición (2023) - Ganadora
- Gran Hermano Dúo
  - Mayka Rivera - Segunda edición (2024) - 5.ª finalista
  - Manuel González - Segunda edición (2024) - 3.er finalista
  - Lucía Sánchez - Segunda edición (2024) - Ganadora
  - Sergio Aguilera - Tercera edición (2025) - 4.º finalista
  - Marieta Sola - Tercera edición (2025) - Ganadora
- Gran Hermano (Chile)
  - Manuel Napoli - Segunda edición (2024) - Abandono voluntario
  - Miguel Martínez - Segunda edición (2024) - 14.º expulsado
- Secret Story: la casa de los secretos
  - Fiama Rodríguez - Primera edición (2021) - 4.ª expulsada
  - Sandra Pica - Primera edición (2021) - 14.ª expulsada / Ganadora de la Esfera
- La casa fuerte
  - Christofer Guzmán - Primera edición (2020) - 4.º expulsado
  - Fani Carbajo - Primera edición (2020) - 4.ª expulsada
  - Sandra Pica - Segunda edición (2020) - 7.ª expulsada
  - Tom Brusse - Segunda edición (2020) - 7.º expulsado
  - Marta Peñate - Segunda edición (2020) - 8.ª expulsada
- Pesadilla en el paraíso
  - Manuel González - Primera edición (2022) - 14.º expulsado
  - Dani García - Primera edición (2022) - 15.º expulsado
  - Tania Déniz - Segunda edición (2023) - 2.ª finalista
- Ven a cenar conmigo: Gourmet edition
  - Fani Carbajo - Decimotercera edición (2020) - 4.ª clasificada
- Mujeres y hombres y viceversa
  - Rubén Sánchez - Tronista (2020)
  - Julián Requena - Pretendiente (2020)
  - Inma Campano - Pretendienta (2021)
- La última cena
  - Melyssa Pinto - Segunda edición (2021) - 4.ª clasificada
  - Tom Brusse - Segunda edición (2021) - 4.º clasificado
- En busca del Nirvana
  - Andrea Gasca - Primera edición (2023) - 1.ª expulsada
  - Alejandro Nieto - Primera edición (2023) - 2.º expulsado
  - Inma Campano - Primera edición (2023) - Ganadora
- ¡Vaya vacaciones!
  - Marta Peñate - Primera edición (2023) - 3.ª finalista
- El Conquistador
  - Matías Padial - Primera edición (2023) - 5.º finalista
- Déjate Querer
  - Tania Medina - Invitada (2022)
- First Dates
  - Yuleima Sosa - Participante (2022)
  - Laura Boado - Camarera (2023-presente)
- First Dates Café
  - Dani García - Camarero (2021-2022)
- Un amor para Lucía (Mitele Plus)
  - Lucía Sánchez - Protagonista (2024)
  - Álex Girona - Soltero (2024)
- Los vecinos de la casa de al lado
  - Andrea Bueno - Primera edición (2024) - Abandono voluntario
  - Álvaro Álvarez - Primera edición (2024) - Abandono voluntario
  - Alba Casillas - Primera edición (2024) - 1.ª expulsada
  - Mariona Ferré - Primera edición (2024) - Expulsión disciplinaria
  - Manuel Napoli - Primera edición (2024) - Expulsión disciplinaria
  - Ana Nicolás - Primera edición (2024) - 2.ª expulsada
  - Álex Girona - Primera edición (2024) - 8.º expulsado
  - Julen Muñoz - Primera edición (2024) - 6.º / 9.º expulsado
  - Gabriella Barbu - Primera edición (2024) - 3.ª / 10.ª expulsada
  - Álvaro Boix - Primera edición (2024) - 3.er finalista
  - Mayka Rivera - Primera edición (2024) - Ganadora
  - Alba Rodríguez - Segunda edición (2025) - Expulsión disciplinaria
  - Álvaro Rubio - Segunda edición (2025) - Expulsión disciplinaria
  - Bayan Al Masri - Segunda edición (2025) - Expulsión disciplinaria
  - Aída Vila - Segunda edición (2025) - 1.ª expulsada
  - Claudia Sánchez - Segunda edición (2025) - 2.ª expulsada
  - Andrea Arpal - Segunda edición (2025) - 4.ª expulsada
  - Érika Portillo - Segunda edición (2025) - 5.ª expulsada
  - Álex Girona - Segunda edición (2025) - Candidato eliminado
  - Tadeo Corrales - Segunda edición (2025) - 6.º expulsado
  - Mayeli Díaz - Segunda edición (2025) - 3.ª / 7.ª expulsada
  - Gerardo Arias - Segunda edición (2025) - Concursante
  - Gabriella Barbu - Segunda edición (2025) - Concursante
  - Sthefany Pérez - Segunda edición (2025) - Concursante
- Solos/Solas
  - Marta Peñate - Segunda edición (2021) - 36 días
  - Lester Duque - Segunda edición (2021) - 7 días
  - Dani García - Segunda edición (2021) - 30 días
  - Óscar Ruiz - Segunda edición (2021) - 14 días
  - Manuel González - Segunda edición (2021) - 28 días
  - Inma Campano - Segunda edición (2021) - 30 días
  - Fiama Rodríguez - Tercera edición (2021) - 8 días
  - Javi Redondo - Cuarta edición (2023) - 7 días
  - Mario González - Cuarta edición (2023) - 14 días
  - Ana Nicolás - Cuarta edición (2023) - 7 días
  - Tom Brusse - Cuarta edición (2023) - 10 días
  - Bela Saleem - Cuarta edición (2023) - 7 días
  - Hugo Paz - Cuarta edición (2023) - 7 días
  - Marta Mencía "Lola" - Cuarta edición (2023) - 7 días
  - Zoe Mba - Cuarta edición (2023) - 10 días
  - Cristian López - Cuarta edición (2023) - 14 días
  - María de los Ángeles Ramos - Cuarta edición (2023) - 14 días
  - Valeria Ardila - Quinta edición (2023) - 8 días
  - Carmen Saavedra - Quinta edición (2023) - 6 días
  - Álvaro Boix - Quinta edición (2023) - 14 días
  - Marina López - Quinta edición (2023) - 21 días
  - Nico Craiu - Quinta edición (2023) - 14 días
  - Roberto Urbano - Quinta edición (2023) - 10 días
  - Keyla Suárez - Quinta edición (2023) - 7 días
  - Manuel Napoli - Quinta edición (2023) - 7 días
- Baila Conmigo
  - Álvaro Boix - Protagonista (2022)
  - Lucía Sánchez - Protagonista (2022)
  - Mayka Rivera - Protagonista (2022)
  - Darío Sellés - Candidato VIP (2022)
  - Miriam Herrero - Candidata VIP (2022)
  - Manuel González - Protagonista (2022)
  - Gal·la Mora - Protagonista (2022)
  - Ángel de los Santos - Candidato VIP (2022)
- Top Star ¿Cuánto vale tu voz?
  - Generis Mena - Primera edición (2021) - 2.ª clasificada
- Pijama Party (Mtmad)
  - Marta Peñate - Primera edición (2021) - Participante
  - Mayka Rivera - Primera edición (2021) - Participante
  - Sandra Pica - Primera edición (2021) - Participante
- Celebrity Game Over (Mtmad)
  - Alejandro Bernardos - Primera edición (2022) - Participante
  - Gal·la Mora - Primera edición (2022) - Participante
  - Manuel González - Primera edición (2022) - Participante
  - Diego Pérez - Segunda edición (2022) - Participante
  - Marta Mencía "Lola" - Segunda edición (2022) - Ganadora
- Por siempre o jamás (Mtmad)
  - Christofer Guzmán - Segunda edición (2023) - Participante
  - Fani Carbajo - Segunda edición (2023) - Participante
  - Josué Bernal - Segunda edición (2023) - Participante
  - Mario González - Segunda edición (2023) - Participante
  - Tania Déniz - Segunda edición (2023) - Participante
  - Zoe Mba - Segunda edición (2023) - Participante
- 24 horas para enamorarte (Mtmad)
  - Josué Bernal - Primera edición (2023) - Protagonista
  - Alejandro Bernardos - Primera edición (2023) - Cupido
  - Mayka Rivera - Primera edición (2023) - Cupida
  - Elena Vázquez - Primera edición (2023) - Soltera
  - Marina López - Primera edición (2023) - Soltera
  - Nico Craiu - Primera edición (2023) - Soltero
- Recién Nacidos (Mtmad):
  - Darío Sellés - Primera edición (2024) - Protagonista
  - Sandra Férriz - Primera edición (2024) - Protagonista
  - Ana López - Segunda edición (2025) - Protagonista
  - Borja González - Segunda edición (2025) - Protagonista
- 10 Couples Parfaits (Francia)
  - Tom Brusse - Quinta edición (2022) - Soltero
- ¿Ganar o servir?
  - Alejandro Pérez - Primera edición (2024) - 1.er expulsado
- Palabra de Honor
  - Josué Bernal - Primera edición (2024-2025) - Ganador
  - Zoe Mba - Primera edición (2024-2025) - Ganadora
- La Venganza de los Ex (México)
  - Andrea Gasca - Tercera edición (2023) - Ex
  - Isaac Torres "Lobo" - Tercera edición (2023) - Protagonista
  - Simone Coppola - Quinta edición (2025) - Ex
- The Bachelorette (Rusia)
  - Katerina Safarova - Protagonista (2021)

## Controversias

### Temporada 3 (2021)
Después de la emisión del primer programa de la tercera temporada del programa, el 22 de enero de 2021, se filtran varios vídeos de contenido sexual de varios participantes en la red social Twitter. Esto provoca que se destapen varias tramas del programa, como la confirmación de la relación entre Marina García e Isaac Torres "el Lobo" y besos entre varios participantes. Ese mismo día, tanto la productora del programa Cuarzo Producciones como los participantes afectados por la filtración Marina García e Isaac Torres "el Lobo" anuncian por las redes sociales Twitter e Instagram que se tomarán acciones legales por la filtración.
El 17 de marzo de 2021, la Guardia Civil canaria anuncia que ha detenido al tentador Carlos Algora, quien horas después es puesto en libertad provisional con cargos por presunto abuso sexual con acceso carnal. En Madrid la Guardia Civil detiene a otros dos amigos del tentador. La detención se produce por la denuncia interpuesta por una ciudadana francesa, alegando que fue drogada y forzada a mantener relaciones sexuales en grupo en una fiesta multitudinaria e ilegal el 13 de febrero. Aunque el programa fue grabado en verano de 2020, Mediaset España toma la decisión de modificar todos los programas del 9 en adelante y eliminar todas las imágenes de Carlos Algora. Sin embargo, algunas imágenes del noveno fueron filtradas en Twitter, puesto que el episodio íntegro estaba disponible antes del anuncio de la detención en la plataforma en Internet del grupo audiovisual Mitele Plus.